# Italienische Münzgeschichte
Die italienische Münzgeschichte wird von den ersten prämonetären Geldformen der frühen Antike bis zum überwiegend bargeldlosen Zahlungsverkehr von heute eingerahmt. Seit der Zeit der Römischen Republik bis in das 19. Jahrhundert hinein ist die Münzgeschichte der Kern der italienischen Geldgeschichte.

## Die antiken Wurzeln des italienischen Münzsystems
Siehe auch Römische Münzgeschichte
Bereits vor dem Gebrauch der ersten Münzen durch Griechen in Süditalien waren ungestaltete Bronzestücke (Aes rude), zum Teil mit nur wenigen Gramm Gewicht, als prämonetäre Zahlungsmittel im Gebrauch.

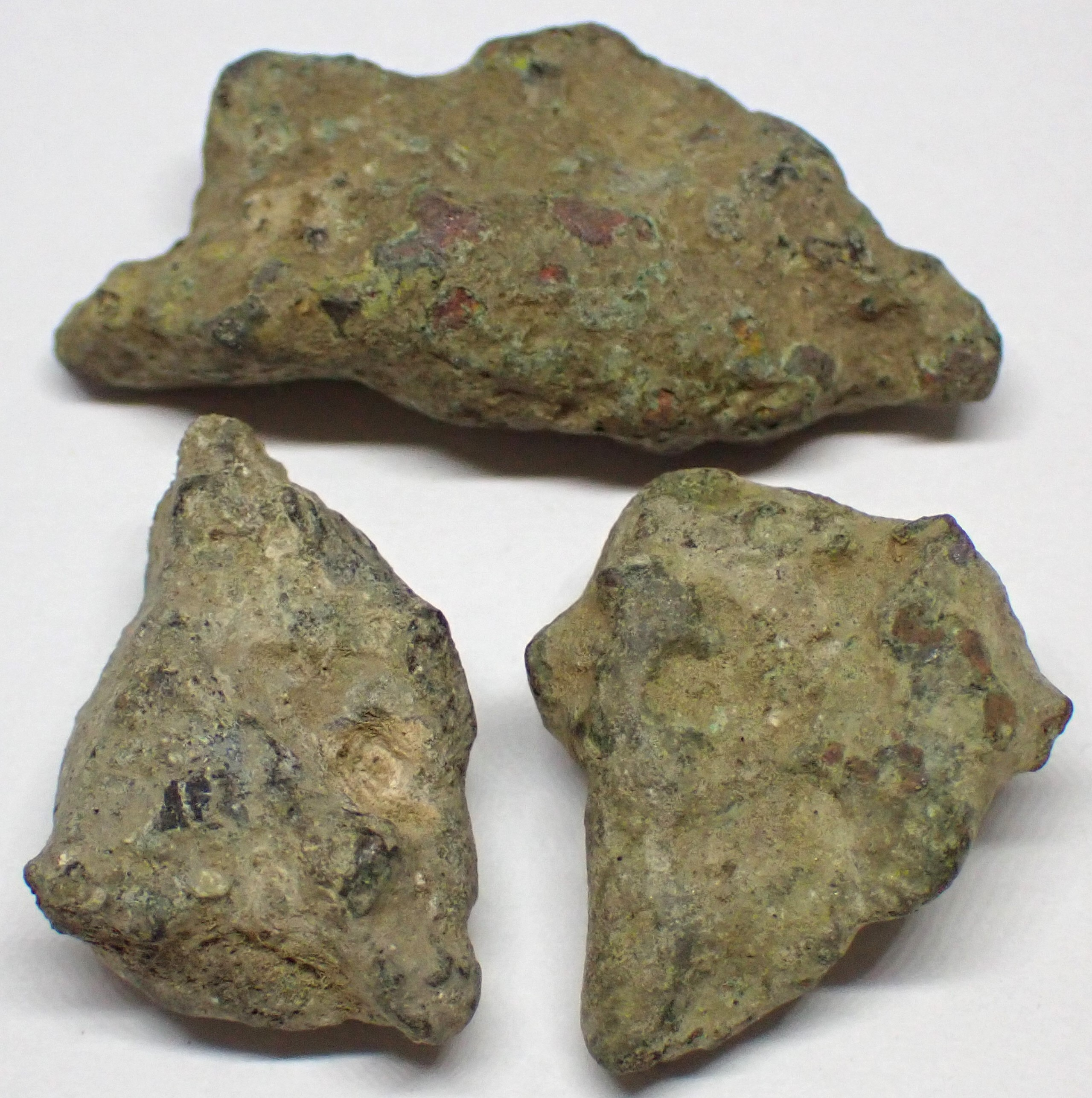
Drei Aes rude Stücke zwischen 6 und 10 Gramm, 8. bis 3. Jahrhundert v. Chr.

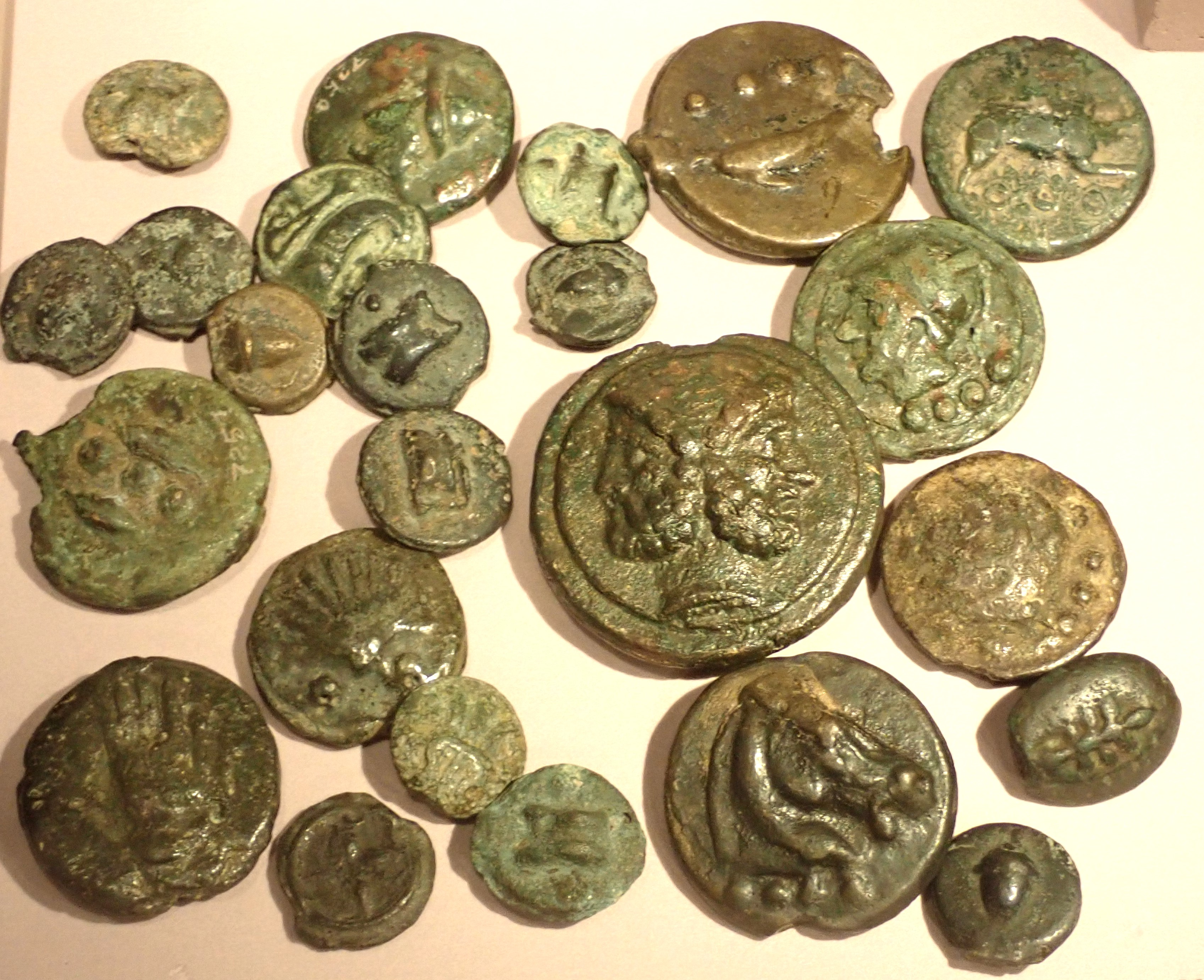
Bronzegussmünzen (Aes Grave) der Römischen Republik, 3. Jahrhundert v. Chr.

Sie wurden auch in Mittelitalien noch genutzt als in sich in den von den Griechen seit der Mitte des 8. Jahrhunderts v. Chr. gegründeten Städten in Magna Graecia längst schon ein auf geprägten Silbermünzen basierendes Geldsystem durchgesetzt hatte.
Zumindest in der Zeit um 280 bis 242 v. Chr. wurden Bronzebarren auch in rechteckige Form gegossen und bildhaft gestaltet (Aes signatum). Bei Bedarf wurden diese Bronzebarren für kleinere Zahlungen auch gestückelt. Um sich diese mühevolle Zerstückelung zu ersparen, wurden ebenfalls ab etwa 280 v. Chr. Bronzebarren in münzähnliche in Formen gegossen und unterlagen einem nach Gewicht geordneten Nominalsystem (Aes grave). In den griechischen Kolonien Süditaliens entwickelte sich eine eigenständige Münzkunst, die auf Sizilien die höchste Blüte erlangte. Wahrscheinlich in Akragas wurde das erste Bronzekleingeld in Form kleiner konischer Kegel hergestellt, um die kleinsten Silbermünzen zu ersetzen. Wenig später wurde dieses Bronzekleingeld auch in typischer Münzform ausgeprägt.
Durch den Handel der mittelitalienischen Städte mit den griechischen Städten Unteritaliens wurde die Übernahme des im Wesentlichen griechischen Münzsystems gefördert. Die ersten für, aber nicht unbedingt in, Rom geprägten römischen Silbermünzen nach griechischem Vorbild werden vermutlich auf den Außenhandel mit den griechischen Städten Unteritaliens beschränkt gewesen sein. Da diese Münzen im Gewicht und Silbergehalt den griechischen Didrachmen entsprachen, werden diese römischen Münzen entsprechend benannt.
Die ersten Silbermünzen, die auch in Rom hergestellt wurden, stammen aus der Zeit um 270 v. Chr. und entsprachen noch dem Vorbild der griechischen Didrachmen. Daneben wurden aber weiter Gussmünzen aus Bronze produziert.
Seit 211 v. Chr. galt ein neues Geldsystem: Nun wurden hauptsächlich Denare als Silbermünzen hergestellt, die aber ebenfalls in etwa einem griechischen Vorbild entsprachen, nämlich der Drachme. Trotz aller Verfallserscheinungen hielt sich der Denare bis in spätrömische Zeit und wurde ein Fundament für den mittelalterlichen Pfennig. Eine weitere Silbermünze war der etwas leichtere Victoriatus, der wahrscheinlich dem Handelsverkehr diente. Nur ausnahmsweise wurden auch Goldmünzen im Wert von 60, 40 oder 20 Assen geprägt.
Erst seit Augustus wurde eine Goldmünze regulärer Bestandteil des Münzsystems. In ihm galt der goldene Aureus 25 Denare, der Denar vier Sesterze aus Messing, der Sesterz teilte sich in zwei Dupondien, der Dupondius in zwei Asse, das As in zwei Semissis, der Semis in zwei Quadrans. Dieses System hielt sich, trotz abnehmenden Feingold- bzw. Feinsilbergehalts und dem Wegfall der kleineren Nominale bis in die spätrömische Zeit.
Im weiteren Verlauf der römischen Geschichte und der räumlichen Ausdehnung der römischen Herrschaft umfasst die römische Währungsgeschichte mehr als die Münzgeschichte Italiens. Die römische Eroberung Galliens und Spaniens beendete die keltische Münzprägung und ersetzte sie durch das römische Münzsystem. In den besetzten Gebieten Griechenlands wurde vielen Städten, vor allem in Kleinasien, allerdings noch lange Zeit die Möglichkeit eingeräumt für den lokalen Gebrauch Bronzekleingeld zu prägen. Es ist umstritten, ob diese Prägungen in einer engen Verbindung zu den reichsrömischen Münzen stehen und das Assarion der kleinasiatischen Städte dem reichsrömischen As entsprach. Sicher war jedenfalls die Währung der römischen Provinz Ägyptens eine Binnenwährung (Alexandrinische Münzen), die nur in Ägypten umlief und ohne Einfluss auf die Münzverhältnisse Roms blieben. Erst mit der Münzreform Diokletians wurden die Provinzialprägungen abgeschafft und das Münzsystem für das gesamte römische Herrschaftsgebiet vereinheitlicht.

## Das Frühmittelalter (von ca. 500 bis 1050 n. Chr.)

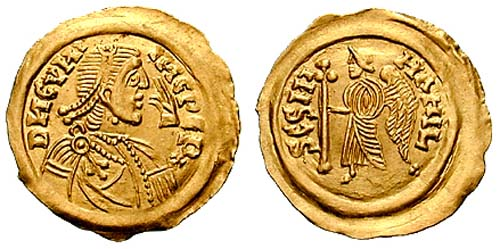
Cunincpert war der erste Langobardenkönig, dessen Abbild auf Münzen geprägt wurde. In Pavia geprägter Tremissis.
DN CVNI-INCPE RX; Dominus Noster Cunincpert Rex (Unser Herr Cunincpert, der König)
SCS MI-HAHIL (Sankt Michael)

Die frühmittelalterlichen Münzverhältnisse Italiens sind eine stark reduzierte und modifizierte Fortsetzung des spätantiken Münzsystems.
Vor allem die Ostgoten setzen spätrömische Münztraditionen noch einige Zeit fort. In ihrer Hauptstadt Ravenna ahmten sie vor allem byzantinische Münzen nach. Die kleinen Silbermünzen mit dem Monogramm ihres Königs Theoderichs wurden dagegen eher selten hergestellt. Die Westgoten prägten Tremisses sogar mit den Namen ihrer Könige. In Norditalien prägten die Langobarden seit 7. Jahrhundert Solidi von geringem Gewicht, aber nun mit den Frontalbüsten ihrer Herzöge. Die Vandalen münzten ebenfalls Goldmünzen nach römischem Vorbild, allerdings hauptsächlich Tremisses (Drittelsolidi), aus. Nur die Silber- und Bronzemünzen wurden mit stark stilisierten eigenen Porträts und Namen der eigenen Herrscher ausgeprägt.
Vor Beginn des 10. Jahrhunderts wurden Goldmünzen in Europa nur in Frankreich und Italien produziert, weil anders als im Byzantinischen Reich ein erheblicher Goldmangel in Westeuropa bestand. Auch wegen dieser geringeren Goldressourcen wurde, anders als im Ostreich, wo der Solidus, bereits von Konstantin I. als Ersatz für den Aureus eingeführt, mit unverändertem Gewicht und Goldgehalt und in großen Mengen weiter geprägt wurde, im Westen schließlich der Drittelsolidus, der Tremissis, die wichtigste Münze. Eine Ausnahme war Marseille, die für den Osthandel mit dem lombardischen Herzogtum Benevent, das wiederum enge Handelsbeziehungen zu Byzanz unterhielt, weiter Solidi in Gebrauch hatte.

### Der Denier
Im 8. Jahrhundert ermöglichten kleine Silbermünzen auch der bäuerlichen Bevölkerung, wenn auch im kleinen Umfang, zu sparen und am Handel besser teilnehmen zu können. Zudem wurden Verpflichtungen aus den Feudalverhältnissen wohl nicht nur in Naturalien, sondern teilweise auch in bar abgewickelt. Das belegt ein Beispiel aus dem Jahr 768 aus Lucca. Die wichtigste Münze dafür war neben dem Solidus bzw. dem Triens, seinem Drittelstück, für größere Summen, der Denier, der sich aus dem Denar entwickelt hatte und sich für kleinere Summen eignete.
Die Päpste prägten erstmals unter Hadrian I. (772–795) in Rom eigene Münzen. Zuvor waren dort noch byzantinische Münzen für das Exarchat von Ravenna hergestellt worden.

### Der karolingische Denar

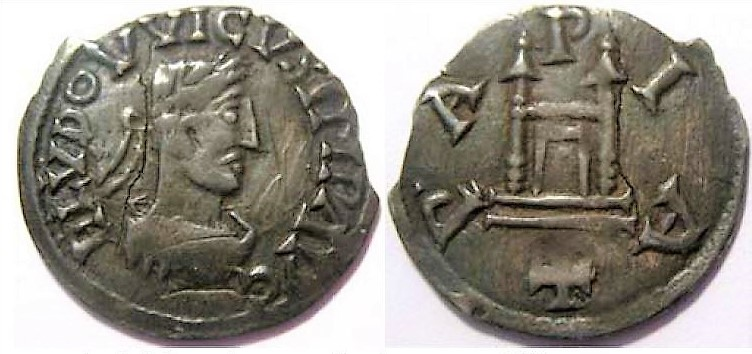
Denier in der Münze von Pavia von Kaiser Ludwig der Fromme geprägt

Mit der Münzreform Karls des Großen wurden die Denare innerhalb des Frankenreichs standardisiert. Die Einführung des karolingischen Denars kennzeichnet schon die Münzverhältnisse des Hochmittelalters. Zunächst wurde der karolingische Denar zwar nur für das Frankenreich hergestellt, bald hatte er aber auch Auswirkungen auf Oberitalien. Die zuvor langobardischen Gebiete waren im Jahr 774 in das Reich der Karolinger eingegliedert worden, was mit der Übernahme von dessen Münzsystem einherging. Die Zugehörigkeit der Lombardei zum Frankenreich dauerte bis in das 12. Jahrhundert an.
Die Gestaltung der karolingischen Denare unter Ludwig dem Frommen, bei denen der Name der Münzstätte die ganze Fläche einer Münzseite einnahm, wurde deshalb auch von norditalienischen Münzstätten übernommen. So prägten zunächst alle norditalienischen Städte Denare des gleichen Typs, was heute die Zuordnung nach einzelnen Städten erschwert. Oberitalien folgte auf Grund der karolingischen Vereinheitlichung bis in das 12. Jahrhundert im Wesentlichen den deutschen Münzverhältnissen.
Durch die Krise im 10. Jahrhundert begann aber auch in Norditalien immer stärker wieder eine Differenzierung der Prägungen und beendete schließlich den Umlauf des karolingischen Denars. Die kaiserlichen Denare aus Verona kursierten auch im Augsburger und Regensburger Währungsraum, weil sie kleiner waren als die dortigen Denare und so als Kleingeld dienen konnten.
Auf den päpstlichen Münzen wurde seit der Kaiserkrönung Karls sowohl die Namen des Kaisers als auch des Papstes genannt.

Italien um das Jahr 1000

## Das Hochmittelalter (von ca. 1050 bis 1250 n. Chr.)

### Oberitalien
Nachdem die norditalienischen Städte Mailand, Verona, Lucca und Pavia und einige Bischöfe Silbermünzen im karolingischen Denarsystem unter kaiserlicher Oberhoheit geprägt hatten, drifteten die Währungsverhältnisse nun immer stärker auseinander.
Im Laufe der Regionalisierung des Währungssystems kam es zu einer starken Zunahme der Ausmünzung und der Zahl der Prägestätten. Während es zu Beginn des 12. Jahrhunderts in den norditalienischen Städten nur acht Münzstätten gab, verdreifachte sich ihre Zahl bis zum Ende des Jahrhunderts. Zu den alten Münzstätten von Mailand, Pavia und Verona traten zwischen 1138 und 1200 neue Münzstätten hinzu: Genua, Asti, Piacenza, Cremona, Ancona, Brescia, Bologna, Ferrara und Mantua. Die steigende Geldmenge in Europa wurde durch eine Reihe neuer oder leistungsfähiger gewordenen Silberminen ermöglicht, zu denen auch die italienischen in Montieri bei Siena, in Volterra und Iglesias auf Sardinien gehörten. Zudem wurde auch Silber importiert, zum Beispiel aus Frankreich.
Bologna prägte auf Grund eines 1191 von Kaiser Heinrich VI. verliehenen Münzregals. Zunächst wurde ein Denar, der Bolognino piccolo geprägt. Er trug den Namen des Kaisers ENRICVS mit den Buchstaben IPRT (für Imperator) mittig kreuzförmig um das Zentrum platziert auf der einen und dem lateinische Namen der Stadt BONONIA, wobei der letzte Buchstabe A groß in die Mitte gesetzt wurde, auf der anderen Seite. Die Münze bestand aus etwa 0,5 g Bronze und 0,15 g Silber. Zwölf Stück hatten den Wert von einem Soldo. Ab 1236 wurde ergänzend der Bolognino grosso im gleichen Stil geprägt, der dem Wert von einem Soldo oder zwölf Bolognini piccoli entsprach. Der Bolognino grosso verdrängte die bisher einzigen Münzen in der Romagna aus Ravenna und Rimini und wurde häufig von anderen Städten nachgeahmt, unter anderem in Rom, Ancona und Ferrara. Die Nominalbezeichnung Bolognino hielt sich bis in das 17. Jahrhundert für verschiedene Münzen, die aber deutlich geringwertiger waren. Die italienische Redewendung: „Non valere un bolognino“ („Nicht einen Bolognino wert“) entwickelte sich aus diesem erheblichen Wertverlust und steht für „Das ist nichts wert“.

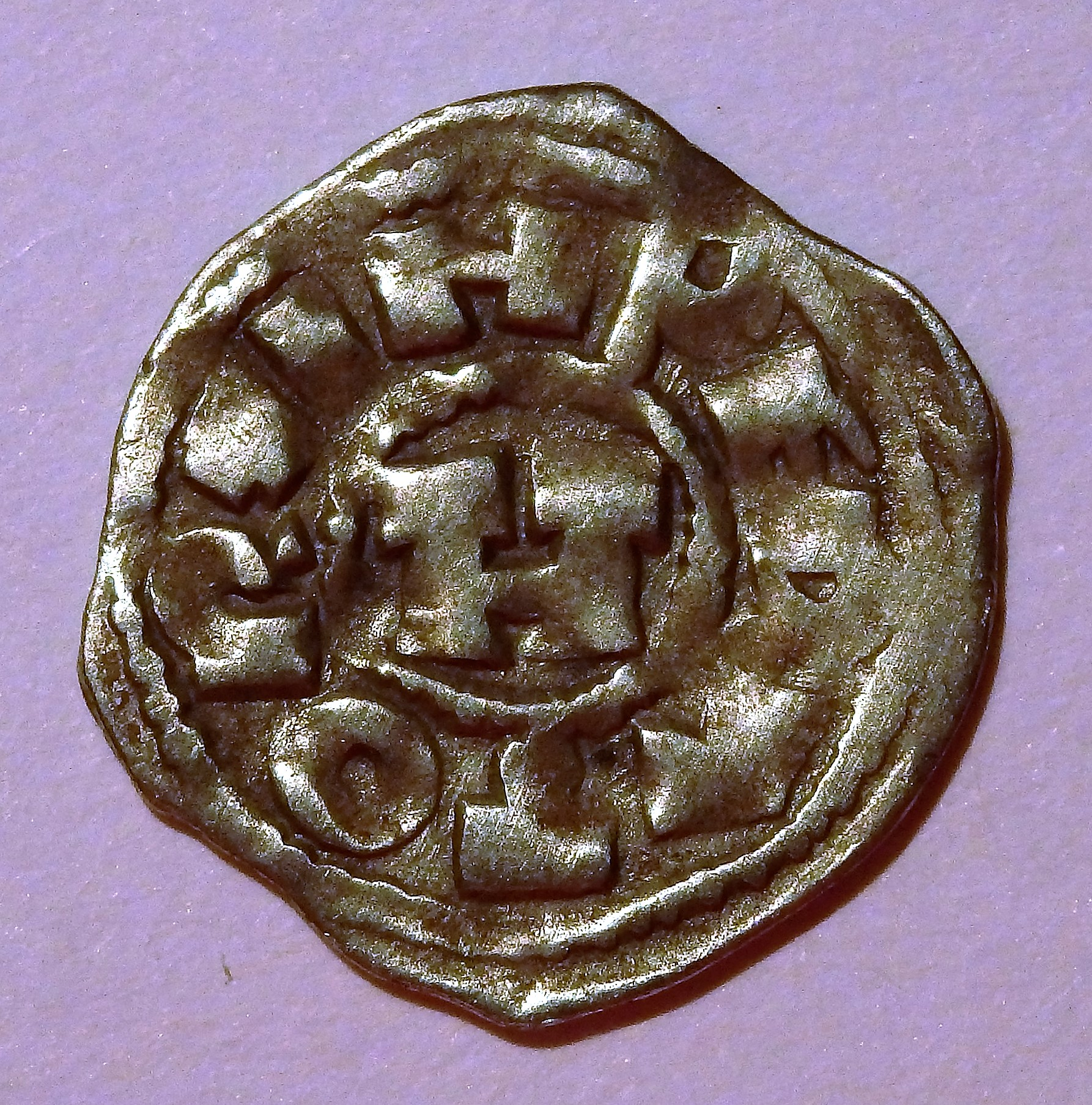
Denar aus Lucca, 1039–1125 n. Chr.
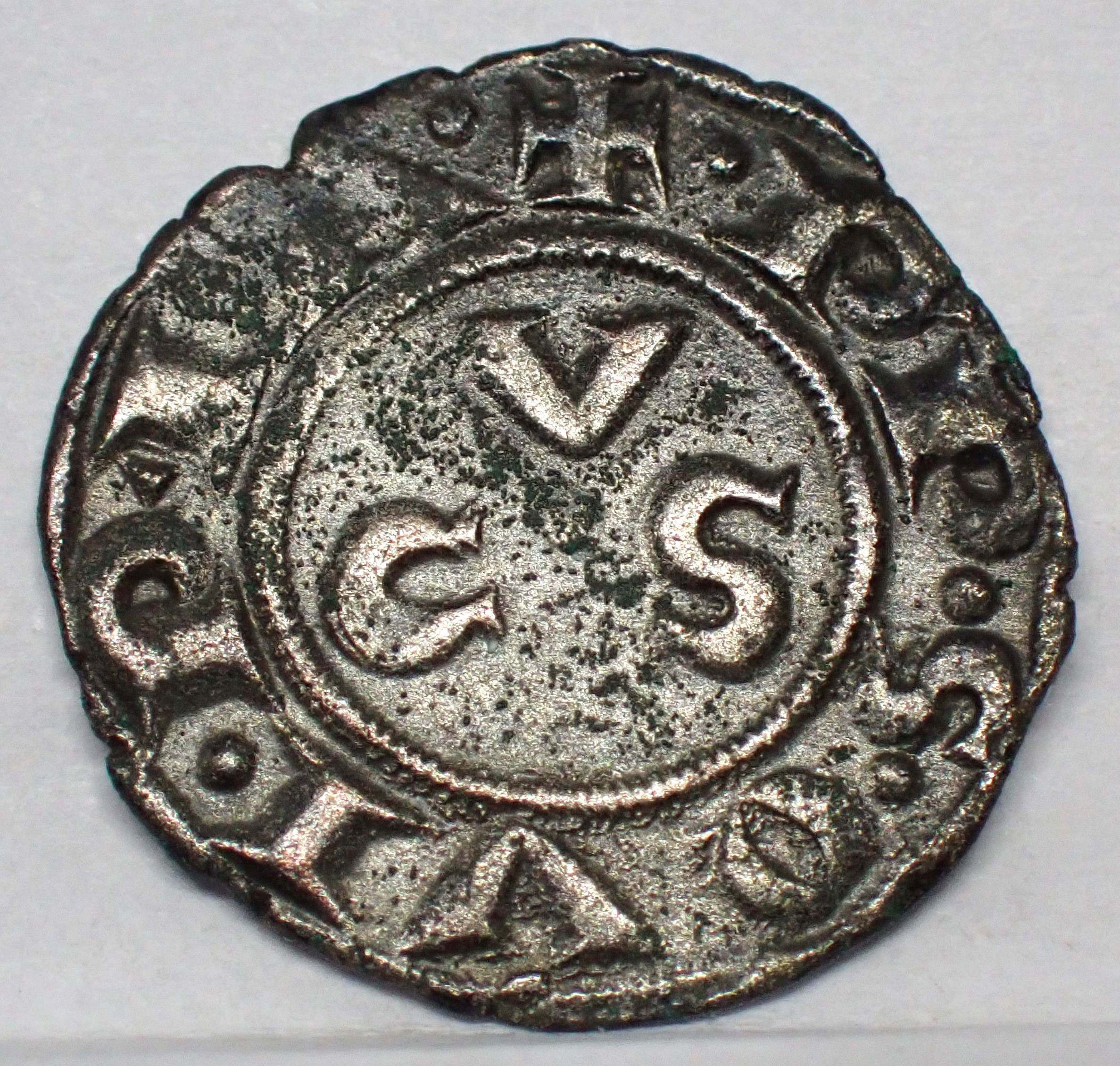
Billondenar der Anconer Republik, um 1150, Avers
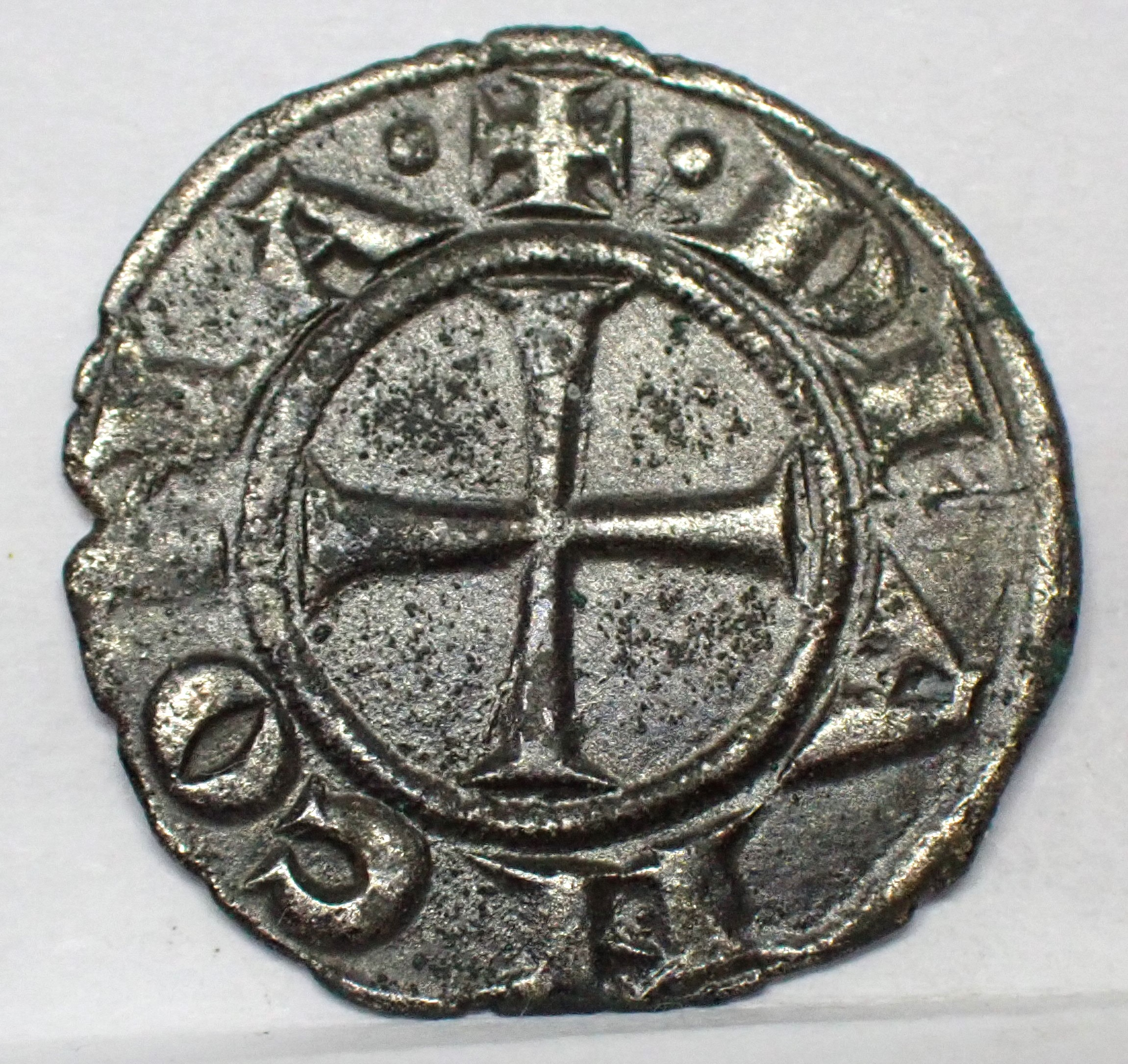
Revers des Anconer Billondenars, Biaggi 33

#### Verona, Genua und Mailand
Die Veroner Denare fanden als Veroneses in Venedig und der Adria Gebrauch (Veroneser Währungsraum), bis sie vom starken Aufschwung der venezianischen Münzen verdrängt wurden.

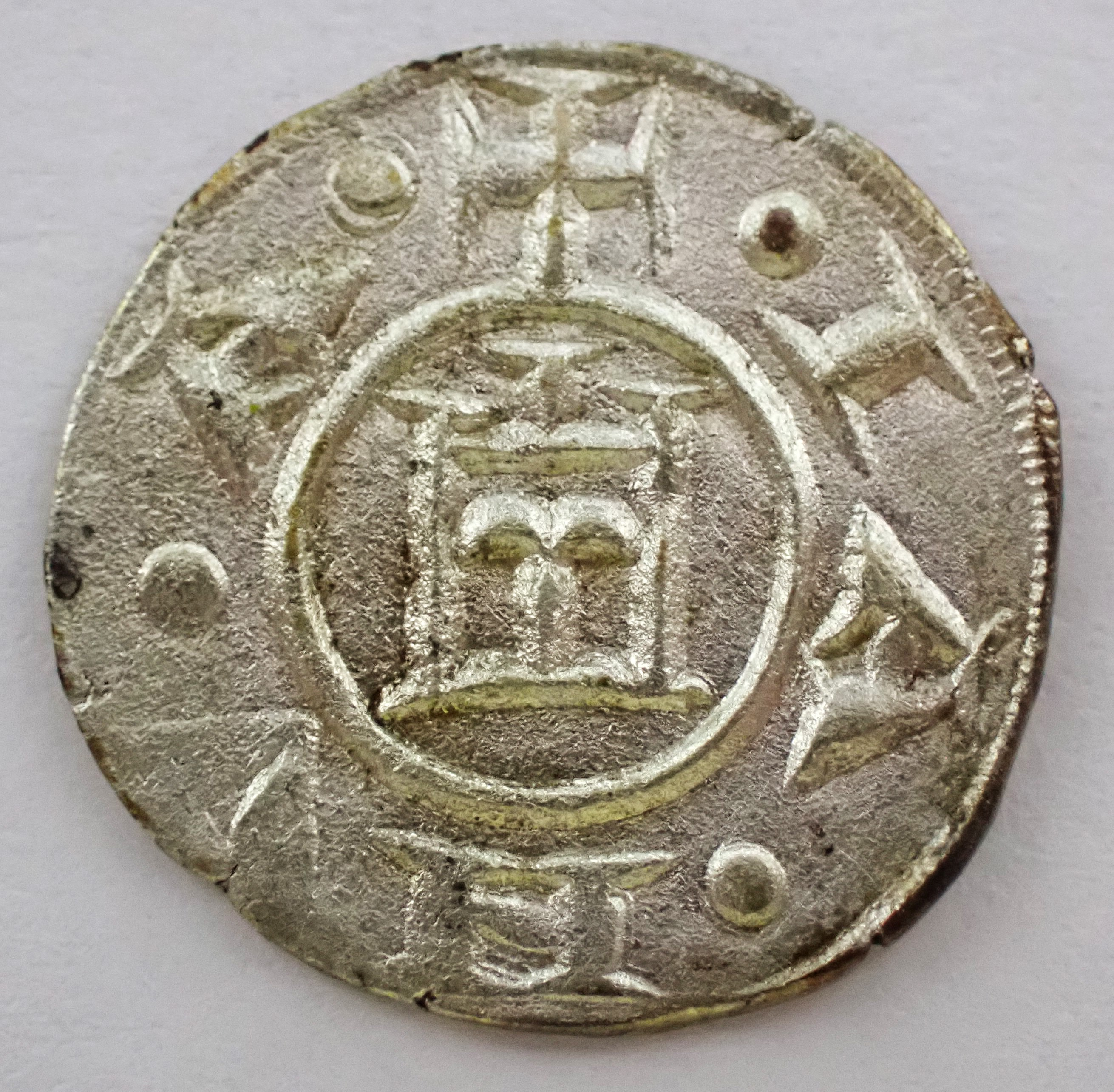
Genueser Grosso minore mit stilisierten Stadttor, um 1180 n. Chr.

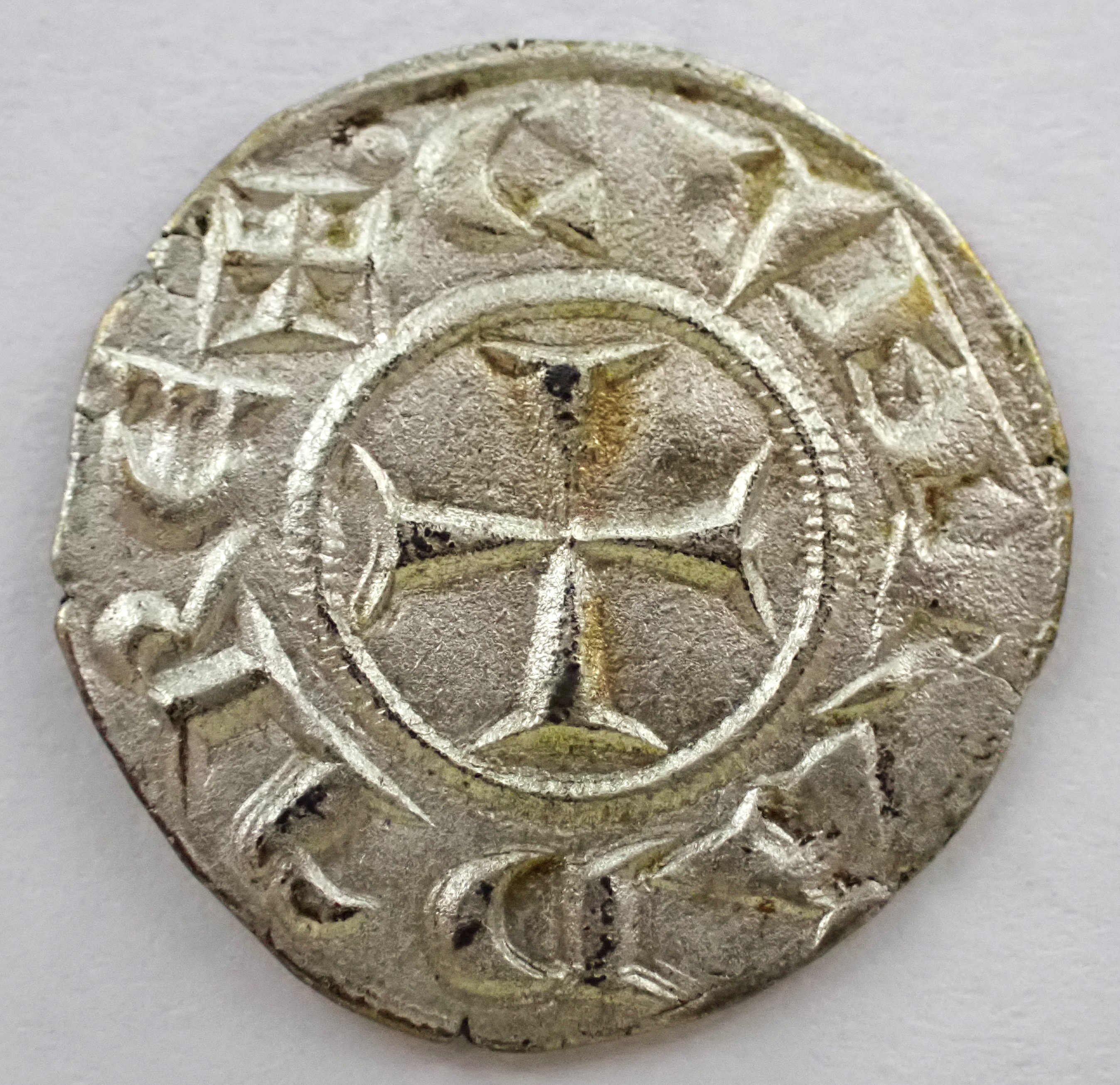
Rückseite des Genueser Grosso minore mit Kreuz

Genua besaß das Münzrecht seit dem 1139. Die Genueser Denare sind durch ein stilisiertes Stadttor leicht erkennbar.
Durch unterschiedlich schnelle Abwertung dieses ursprünglich einheitlichen Denars verstärkten sich die Unterschiede zwischen den Denaren der Städte. Da die Veroner Denare, deren Feingehalt sich immer mehr vermindert hatte, nur noch Kleingeldfunktion besaßen, waren sie für den Fernhandel und die Bezahlung größerer Beträge unpraktisch geworden. Gleichzeitig stieg der Bedarf an werthaltigeren Münzen für die Zahlung größerer Geldbeträge.
Einen ersten Versuch zu Wiederherstellung eines stabilen Münzsystems erfolgte durch Friedrich Barbarossas Übereinkunft mit den lombardischen Städten. Die Mailänder Münzstätte wurde geschlossen und zwischen 1155 und 1161 in der Reichsmünzstätte von Noceto ein Denar im doppelten Wert („denari imperiali“) geprägt, die von der 1175 wieder eröffneten Mailänder Münzstätte ähnlich weitergeprägt wurden. Auch andere lombardische Münzstätten, wie Pavia, prägten den Imperiale. Die Aufwertung des Imperiale allein genügte den Bedürfnissen des Zahlungsverkehrs aber auf Dauer nicht mehr.

#### Venedig
Erst nach Überwindung des Silbermangels konnte Venedig dann ein werthaltigeres Münzsystem schaffen, das auf die Veroner Denare nicht mehr angewiesen war. 1194 oder 1202 wurde die erste mittelgroße Silbermünze Venedigs, der Grosso, oder auch Matapan oder „ducati argenti“ geprägt. Der Matapan war die erste größere Münze, die einen vielfachen Wert des karolingischen Denars hatte und die erste große Silbermünzen des Mittelalters in Italien wurde. Erst diese venezianische Münzreform schuf ein länger erfolgreiches Münzsystem. Mit ihm gelang es Venedig erfolgreich ein von kaiserlichen Einflüssen unabhängiges Münzsystem zu etablieren. Ergänzt wurde der Grosso durch seinen halben Wert, den Soldo.
Dieses Vorbild einer großen Silbermünze wurde in Tirol unter dem Namen Kreuzer übernommen und setzte sich schließlich im süddeutschen Raum durch. Die Maßstäbe hatten sich aber bereits so weit voneinander entfernt, dass der nordeuropäische Groschen nicht mehr dem Kreuzer entsprach.
Als Kleingeld diente der denaro picciolo, kurz Picciolo, ein Denar mit nur geringen Silbergehalt, der zu einem weitverbreiteten Kleingeld vieler italienischer Städte und Staaten und unter dem Dogen Sebastiano Ziani (1172–78) schüsselförmig geprägt wurde.

### Toskana
Um das Jahr 1135 gab es in der ganzen Toskana nur eine Münzstätte, nämlich die in Lucca. Wegen seines Erfolges wurde der Matapan, der venezianische Grosso, schnell von anderen norditalienischen Städten (Genua, Bologna, Verona) nachgeahmt, während die toskanischen Städte zunächst versuchten, den Denar wieder aufzuwerten. Um 1220 folgte auch Pisa der Prägung eines Grosso. Auch Florenz führte schließlich eine Groschenmünze ein. Florenz nannte seinen halben Grosso aber nicht Soldo, sondern Fiorino, ein Name, der wie der Stadtname von der Lilie (fiore) abgeleitet war. und auch für die Goldmünze Verwendung fand, weshalb ab 1252 zwischen dem „fiorino d‘ oro“ und dem „fiorino d’argento“ unterschieden werden muss.

### Die Münzen der Päpste
Die Päpste haben ihr ebenfalls im späten Hochmittelalter entstandenes zweistufiges Silbermünzensystem, dem kleineren „denarii papali“ und dem größeren „grossi papali“ im 15. Jh. durch zwei neue Goldmünzen ergänzt: Mit dem „ducato papale“ mit Bild des stehenden Petrus und dem „fiorino di camera“ der Petrus in einem Boot abbildet.

### Süditalien
Vor der normannischen Eroberung in Sizilien, Apulien und Kalabrien galt ein sarazenisches beeinflusstes Münzwesen mit Gold-, Silber- und Bronzemünzen. Nach der Eroberung durch die Normannen im späten 11. Jahrhundert wurden diese Münzen nach arabischem Vorbild und auch mit arabischer Schrift Tari (Münze), den Follaro nach byzantinischem Vorbild, der seinerseits auf den spätrömischen Follis zurückgeht, und griechischer Schrift als Bronzekleingeld bis in das 13. Jahrhundert weitergeprägt. Große Silbermünzen, die ebenfalls sehr byzantinischen Vorbildern folgten, wurden Dukaten genannt, weil sie erstmalig im Herzogtum (ducato) Apulien geprägt wurden. Ab dem 12. Jahrhundert wurden dann Denare nach europäischem Vorbild geprägt.
Der erste Versuch eine Goldmünze zu etablieren, erfolgte durch Friedrich II., der in Brindisi und Messina den Augustalis prägen ließ und sich in der Gestaltung an antiken Vorbildern orientierte. Da außer Karl von Anjou niemand dem Vorbild folgte, ist der Augustalis kein Ursprung der Goldmünzen des neuzeitlichen Europas.

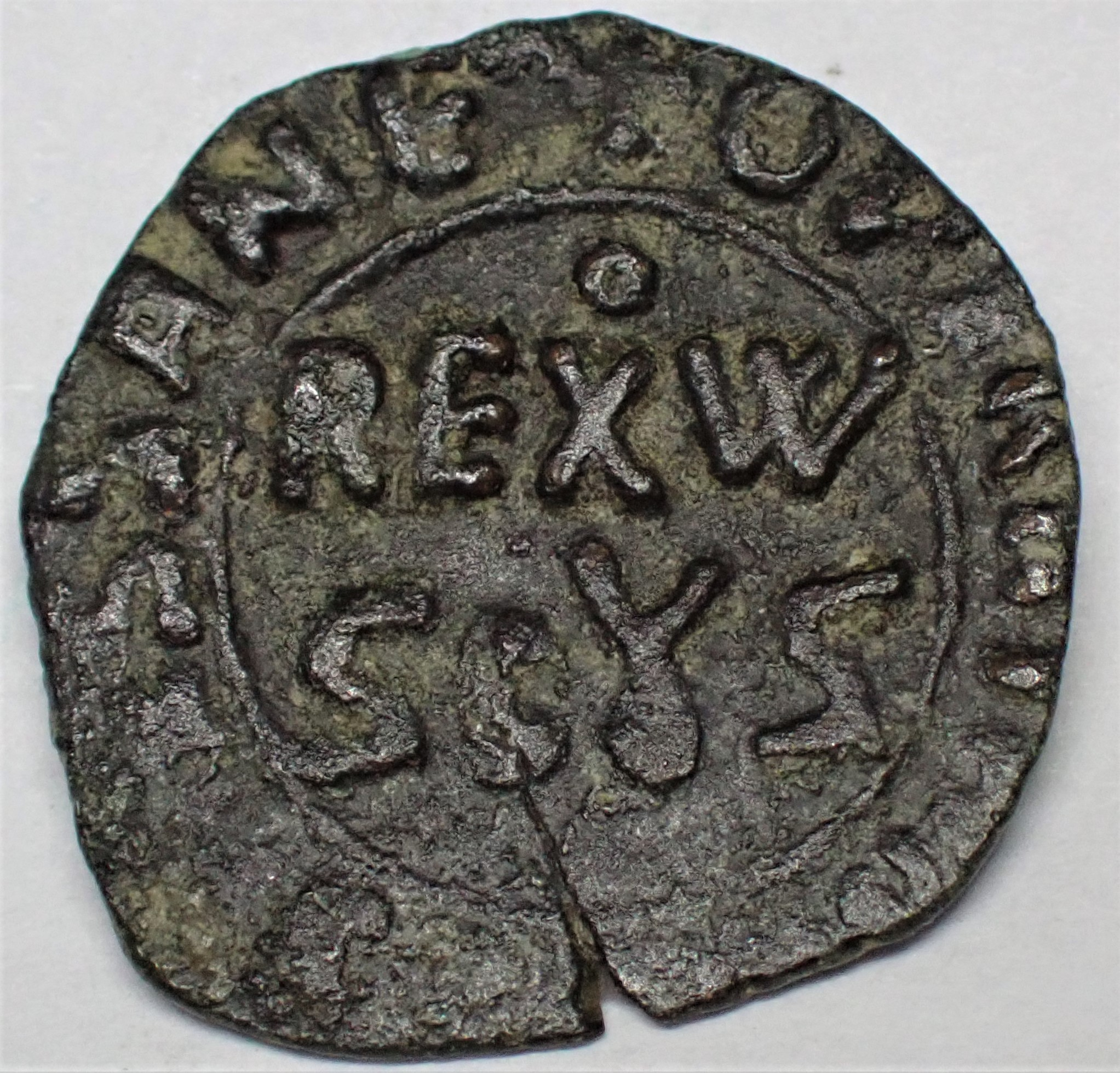
Bronzedenar Wilhelms des Guten (1166–89)
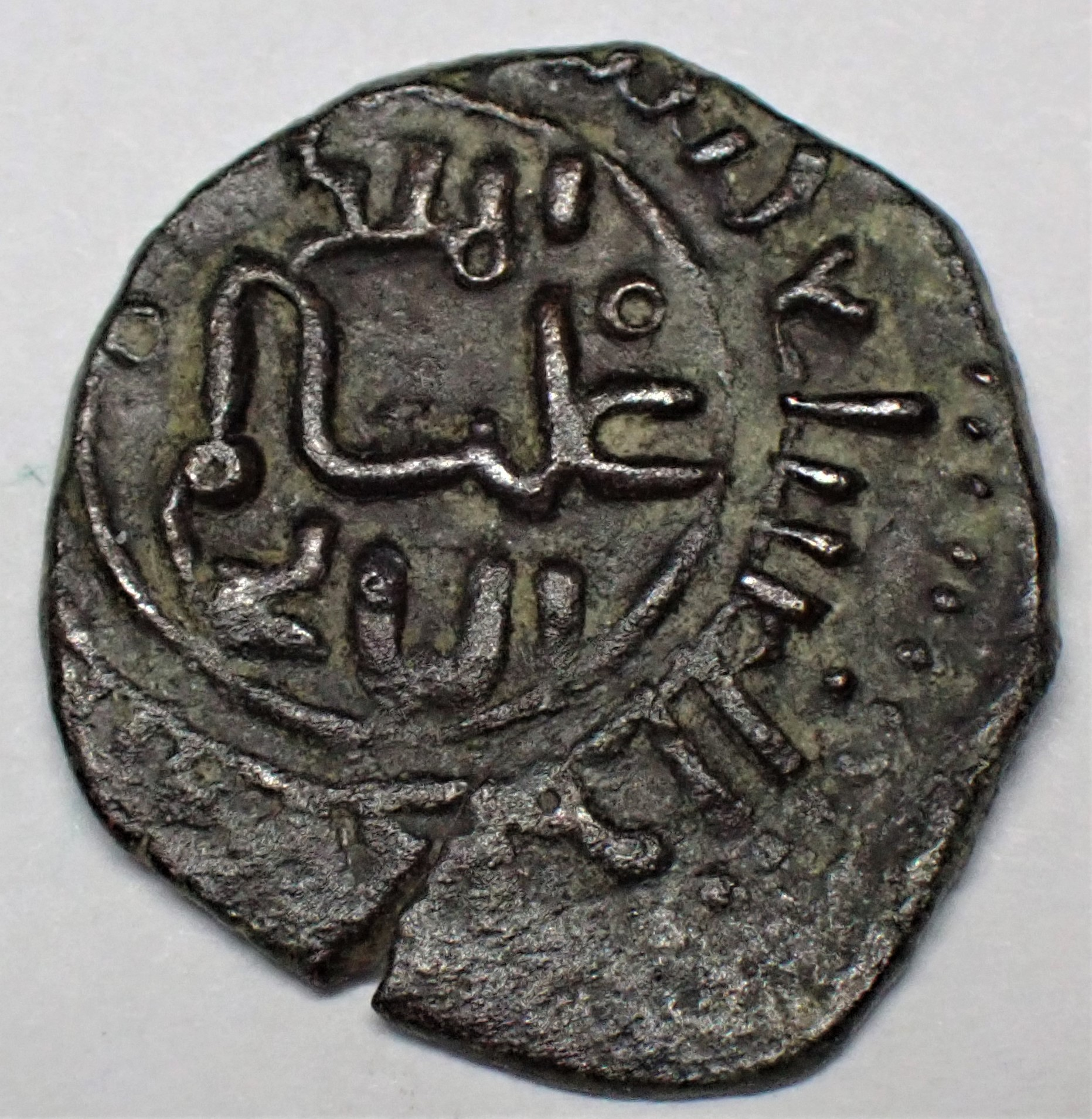
Rückseite Bronzedenar Wilhelms des Guten mit arabischer Schrift
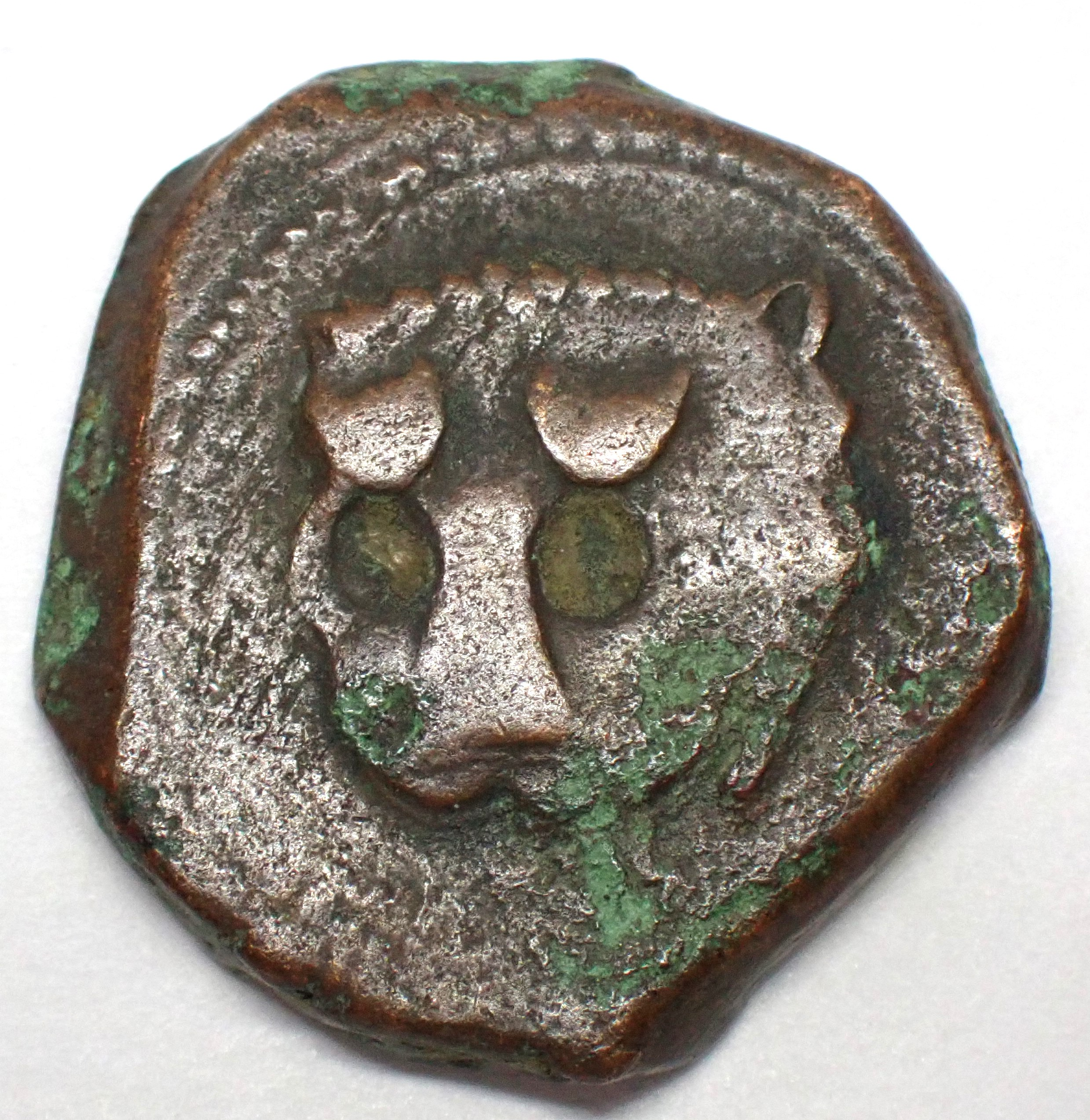
Trifollaro aus Sizilien im 12. Jahrhundert, Löwe
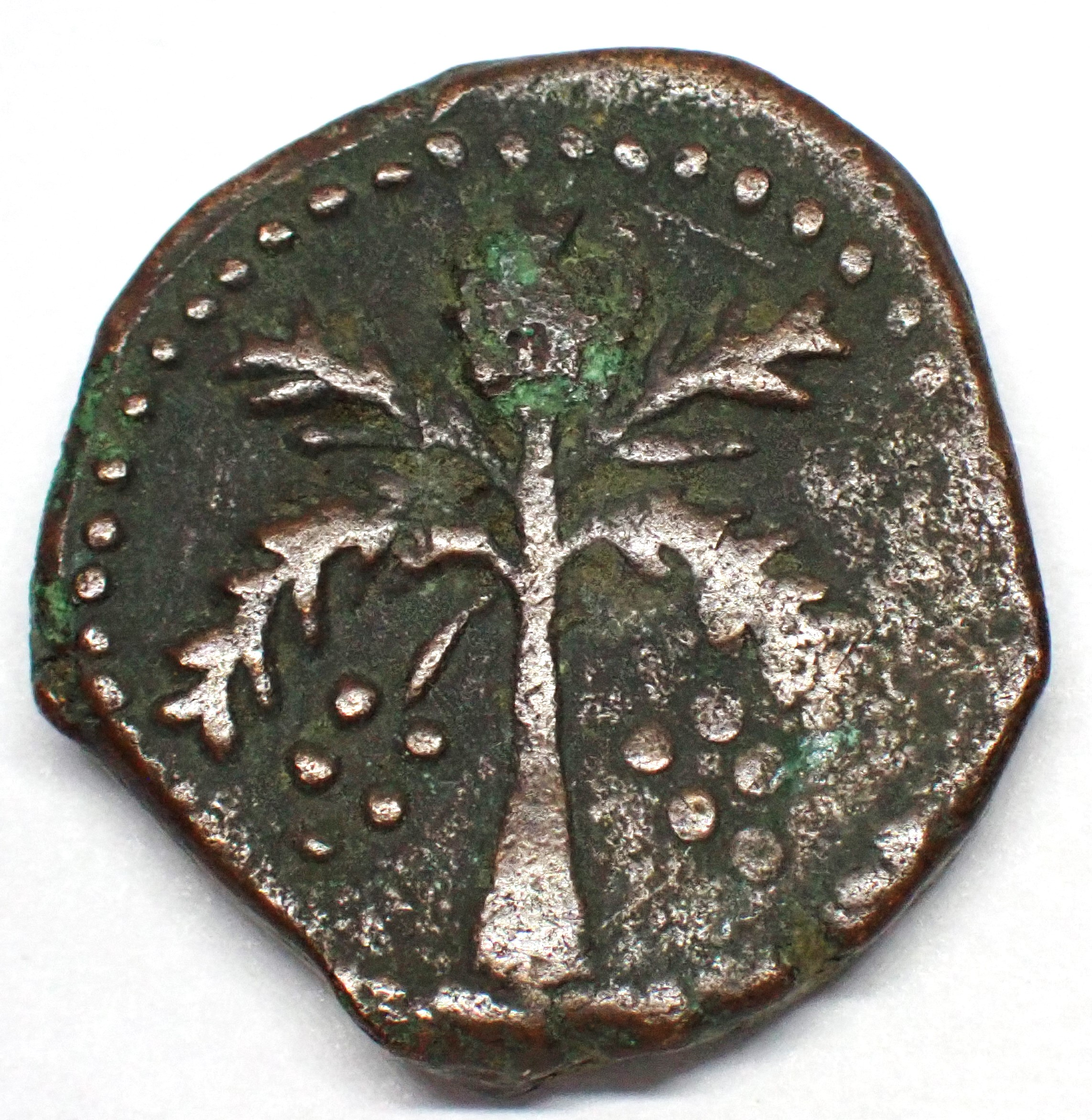
Trifollaro aus Sizilien im 12. Jahrhundert, Palme

## Das Spätmittelalter
Norditalien war neben Flandern und dem Hanseraum eine der wirtschaftlich besonders erfolgreichen Regionen zu der Zeit in Europa. Dies zog einen erheblichen Bedarf an steigender Geldmenge mit einem nach Nominalen differenzierten Münzsystem nach sich. Ein weiter steigendes Handelsvolumen erforderte schließlich Münzen, die im Wert noch über dem Grosso lagen. Die Goldmünzen der norditalienischen Städte wurden deshalb gut vom Handel aufgenommen und setzen sich schnell im Fernhandel durch. Allerdings folgte aus der erfolgreichen Einführung der Goldmünzen das typische Problem des Bimetallismus, dass sich kein festes Wertverhältnis von Gold zu Silber etablieren konnte. Dafür waren die zur Verfügung stehenden Mengen an Gold und Silber zu schwankend.
Die erste Goldmünze mit nachhaltiger Wirkung prägte ab 1252 Genua, den Genovino. Gleichzeitig führte Florenz eine Goldmünze ein, die Floren, nach der Lilie (lateinisch flos) genannt wurde. Beide Goldmünzen entsprachen zunächst einem Wert von 240 Pfennigen. Hinzu kam im Jahr 1284 die venezianische Variante des Dukaten, die Zecchine (benannt nach zeccha, dem italienischen Begriff für ein Münzgebäude).
Neben den Dukaten dominierten die seit 1250 aufkommenden Groschen nun den Geldumlauf statt der früheren Pfennige. Für den Fernhandel gewannen mit stetig zunehmend vor allem der florentinische Floren und die venezianische Zecchine zunehmend an Bedeutung. Am Ende des 15. Jh. wurden sie international bedeutsam, so dass sie unter dem Begriff Dukat internationaler Standard wurden. Bis zum Ende des 15. Jahrhunderts blieben Florene und Dukaten die wichtigsten Handelsmünzen Europas.

### Norditalien
Der Erfolg des neuen venezianischen Grosso animierte die Tiroler Grafen ähnlich wertige Groschen bzw. Zwanziger zu prägen. Durch den Silberreichtum Tirols konnten sich die Tiroler Münzen in großen Gebieten Norditaliens durchsetzen, während die Münzprägungen in Verona und Trient wegen Silbermangels zeitweilig eingestellt werden mussten und sich später in ihrer Gestaltung an die Tiroler Prägungen anlehnten.

#### Venedig
Wegen Silbermangels musste die Ausprägung des venezianischen Groschens, des Matapan (mit dem Stadtheiligen Markus, der dem Dogen, dem DUX, Fahne und Amt verleiht), gelegentlich unterbrochen werden. Das hob die Bedeutung der Goldmünzen.
Infolge der Kriege im 15. Jahrhundert wurde der Matapan oder Grosso mehrfach abgewertet. Er blieb dennoch neben dem englischen Sterling und dem französischen Denar (denier tournois) die wichtigste Handelsmünze mit dem Orient.
Eigene venezianische Kleinmünzen folgten erst ab 1332 als der Soldino (mit einem Silbergehalt von ca. 60 %) geprägt wurde. Er galt 12 Denare der im Wert stark abgesunkenen Münzen dies ehemals so erfolgreichen Nominals. Ab 1328/29 wurden die Soldini, kleine Silbermünze im Wert von 1/12 Denari geprägt. Der ab dem Jahr 1413 hergestellte Dukat galt 124 Soldini.

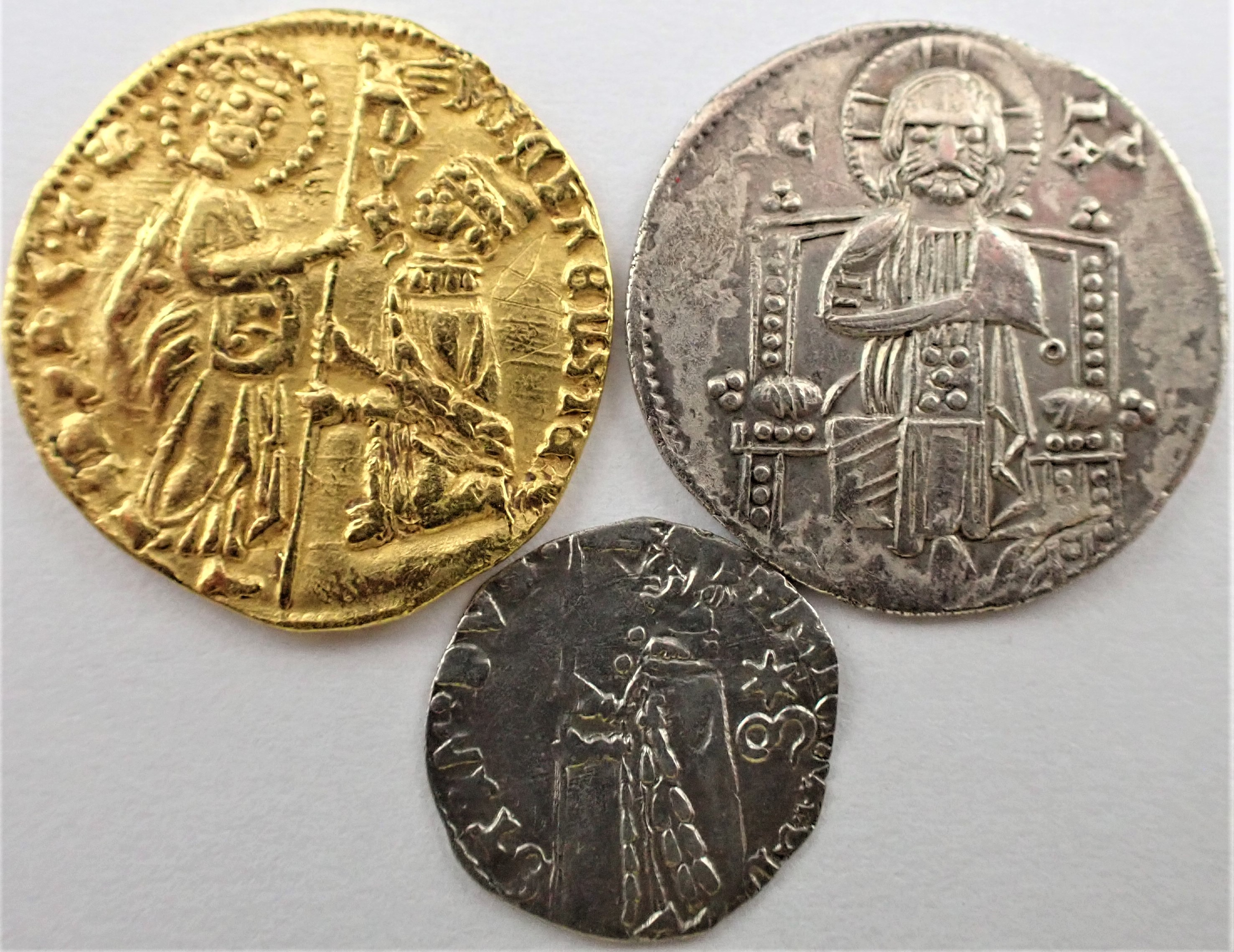
Venezianische Münzen des 15. Jahrhunderts: Zecchine, Grosso und Soldino

 Eine weitere Kleinmünze war der ab 1423 in Venedig geprägte Bagattino, der sich aus dem Denaro piccolo entwickelt hatte. 20 Bagattini galten einen Aquilino (Adlergroschen), von denen sechs einem Grosso entsprachen.
In der Stadtrepublik Venedig war die Abbildung aktueller Ereignisse auf Münzen nicht gern gesehen. Zu groß war die Gefahr, dass sich ein den republikanischen Prinzipien widersprechender Personenkult hätte etablieren können. Der erste Versuch des Dogen im Jahr 1472 eine größere Silbermünze, die Lira, mit ca. 6,5 g und seinem Porträt einzuführen, schlug deshalb fehl. Es handelte sich um die erste Münze, die Lira genannt wurde. Als Rechnungsmünze wurde die Lira, der Begriff leitet sich vom lateinischen Wort Libra für Pfund ab, erstmals im Jahr 953 erwähnt. Erstmals geprägt wurde diese Münze aber 1472 von den Venezianern mit der genauen Bezeichnung Lira Tron, nach dem Namen des damaligen Dogen Niccolò Tron (1471–1474). Während die Vorderseite das Porträt des Dogen zeigt, ist auf der Rückseite das venezianische Wappentier, der Markuslöwe, abgebildet. Wegen des Misstrauens der republikanischen Bevölkerung wird auf späteren Prägungen der Lire der Doge nur noch kniend vor dem heiligen Markus gezeigt.

#### Mailand

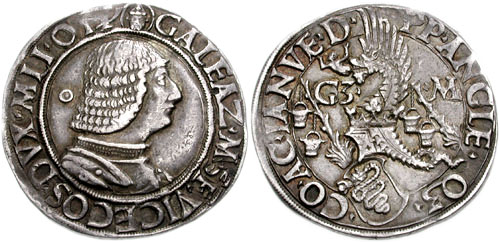
Testone des Galeazzo Maria Sforza

Während der venezianische Versuch, eine größere Silbermünze mit dem Porträt des Dogen einzuführen, wegen der republikanischen Traditionen der Stadt scheiterte, war die Situation in den Fürstentümern eine andere. Dort gab es keine republikanisch gesinnten Kräfte, die sich getraut hätten, Porträts auf den Münzen dieser Fürstentümer zu verhindern. Die Condottieri herrschten mit nahezu absoluter Macht über ihre Fürstentümer. So entstand der Testone, zum Beispiel der Sforza in Mailand, als Symbol ihrer Herrschaftsgewalt. Galeazzo Maria Sforza ließ eine Lira zu 240 denari imperiali mit 9,8 g prägen, die wegen des Porträts auf der Rückseite bald „testone“ (= Kopf) genannt wurden. Am Ende des Mittelalters setzte sich diese neue große Silbermünze in vielen Staaten, nicht nur in italienischen, durch und wurden im deutschsprachigen Raum als Dicken bezeichnet.
Bis das Fürstentum Mailand im Jahr 1499 zunächst an Frankreich und an Habsburg fiel, war die Stadt Mailand nach Venedig die zweitreichste Stadt: Der Pegione, mit dem Heiligen Ambrosius löste dort den Grosso ab.

#### Andere Städte und Staaten in Norditalien
Genua unterstrich seine zunehmende Bedeutung im internationalen Handel und prägte ab 1252, somit gleichzeitig mit Florenz, nun eine eigene Goldmünze den Genovino. Verona prägte den Mediatino im Wert von 2 Denaren mit weniger als 20 % Silbergehalt (1345 bis 1375), der 1374 vom Quattrino im Wert zu 4 Denaren abgelöst wurde. Zudem wurde der Soldo geprägt, der 12 Denare galt und so in etwa dem venezianischen Soldino vergleichbar war.
Bologna, Mantua und Herzogtum Ferrara Este folgten bald dem Mailänder Vorbild und prägten ebenfalls Testone, während Venedig, Florenz und Genua weiter auf diesen Münztyp mit Porträt verzichteten, um keine Impulse zu setzen, die eine Alleinherrschaft begünstigen könnten.

### Mittelitalien

#### Florenz
Im 14. Jahrhundert erfolgte ein starker Zustrom von Gold aus Afrika, dem Orient und Ungarn vor allem nach Venedig, aber auch nach Florenz. Der Dukat wurde nun auch die bevorzugte Rechnungsmünze.
Der Floren galt 1252 gleich 20 Soldi. Der Wert des Floren stieg in den ersten 100 Jahren dann auf 29 Soldi. Die Soldini prägte Florenz nach venezianischem Vorbild. Um 1340 soll das Prägevolumen von Florenz ein jährliches Volumen von 350.000 bis 400.000 Floren gehabt haben.
Obwohl die Medici lange Zeit die dominierende Familie der Stadt waren, verzichteten sie auf die Prägung des Testone, wohl auch um ihren innerstädtischen Gegnern keinen Argumentationsstoff zu liefern.
Wie auch andere Städte, führte Florenz eine neue Kleinmünze ein: den schwach silberhaltigen Quattrino seit 1332 (somit im gleichen Jahr als in Venedig der Soldino eingeführt wurde). Der Quattrino galt vier Denare und wurde gegen Ende des Jahrhunderts die am häufigsten geprägte Münze der Stadt. Seine Kaufkraft entsprach in etwa dem Preis für einen Laib Brot.

#### Kirchenstaat

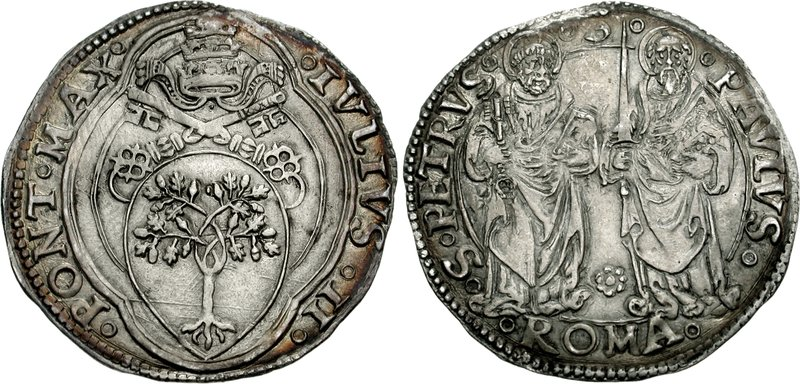
Giulio von Papst Julius II. (1503–1513) aus der Münzstätte Rom. Variante mit Rosette statt Dreizack zwischen den Heiligen. (Silber; Durchmesser 27 mm; 3,76 g)

Die Päpste, erstmal im Amt, mussten auf republikanische oder gar demokratische Befindlichkeiten keine Rücksicht nehmen. Sie prägten den Giulio eine mittelgroße Silbermünze in der Größe eines großen Groschens, die erstmals von Papst Julius II. geprägt und deshalb nach ihm benannt wurde. Der Begriff ging später auf gleichartige Prägungen späterer Päpste über. Anders als der Testone zeigte der Giulio nicht das Porträt des Papstes, sondern sein Familienwappen auf dem Avers. Zehn Giulii galten zunächst einen Dukaten, ein Giulio wurde in zehn Baiocchi unterteilt, der Baiocco wurde in sechs Quattrini unterteilt.

#### Fermo

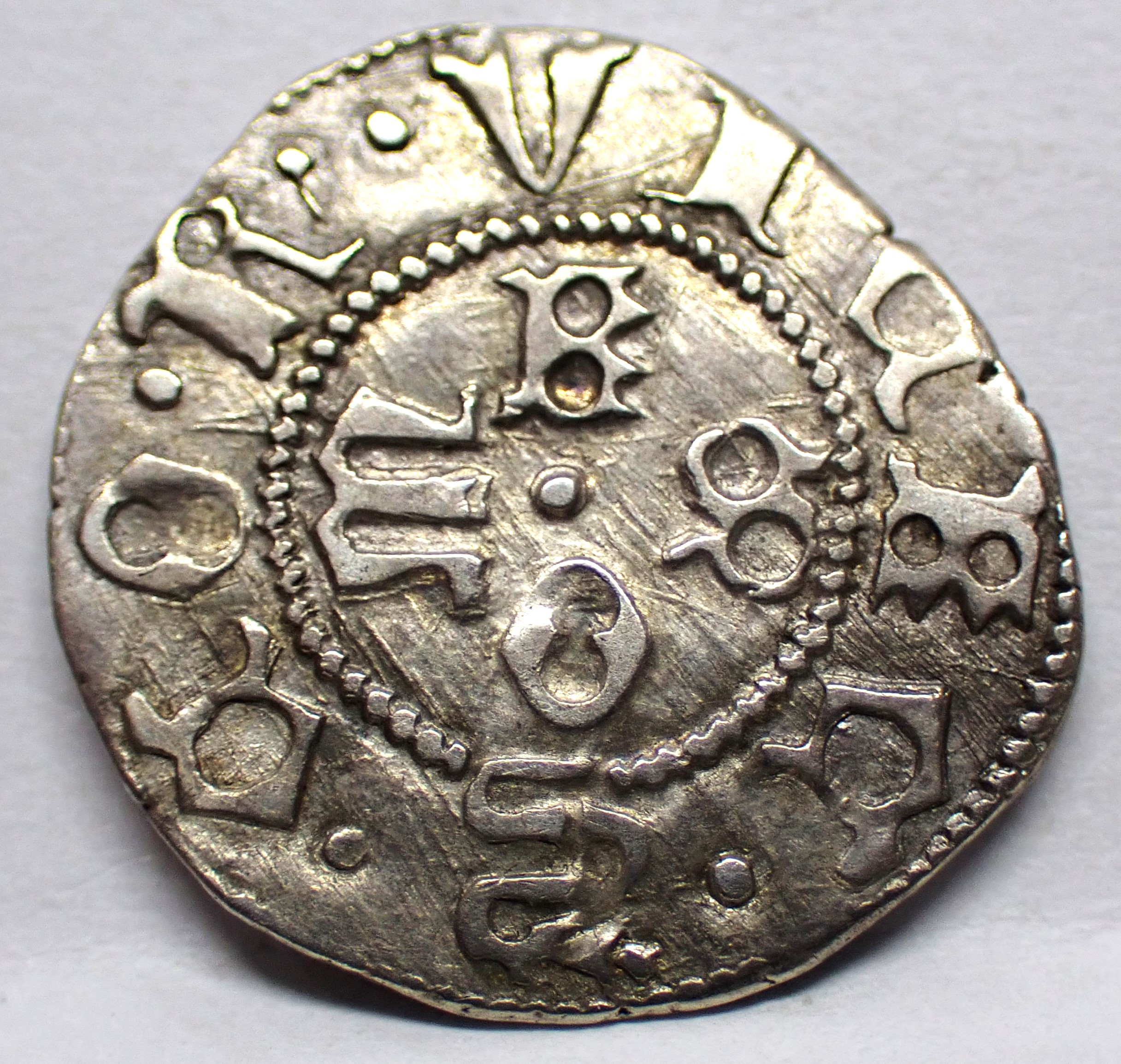
Bolognino aus Fermo, z. Zt. Francesco Sforza (1434–46)

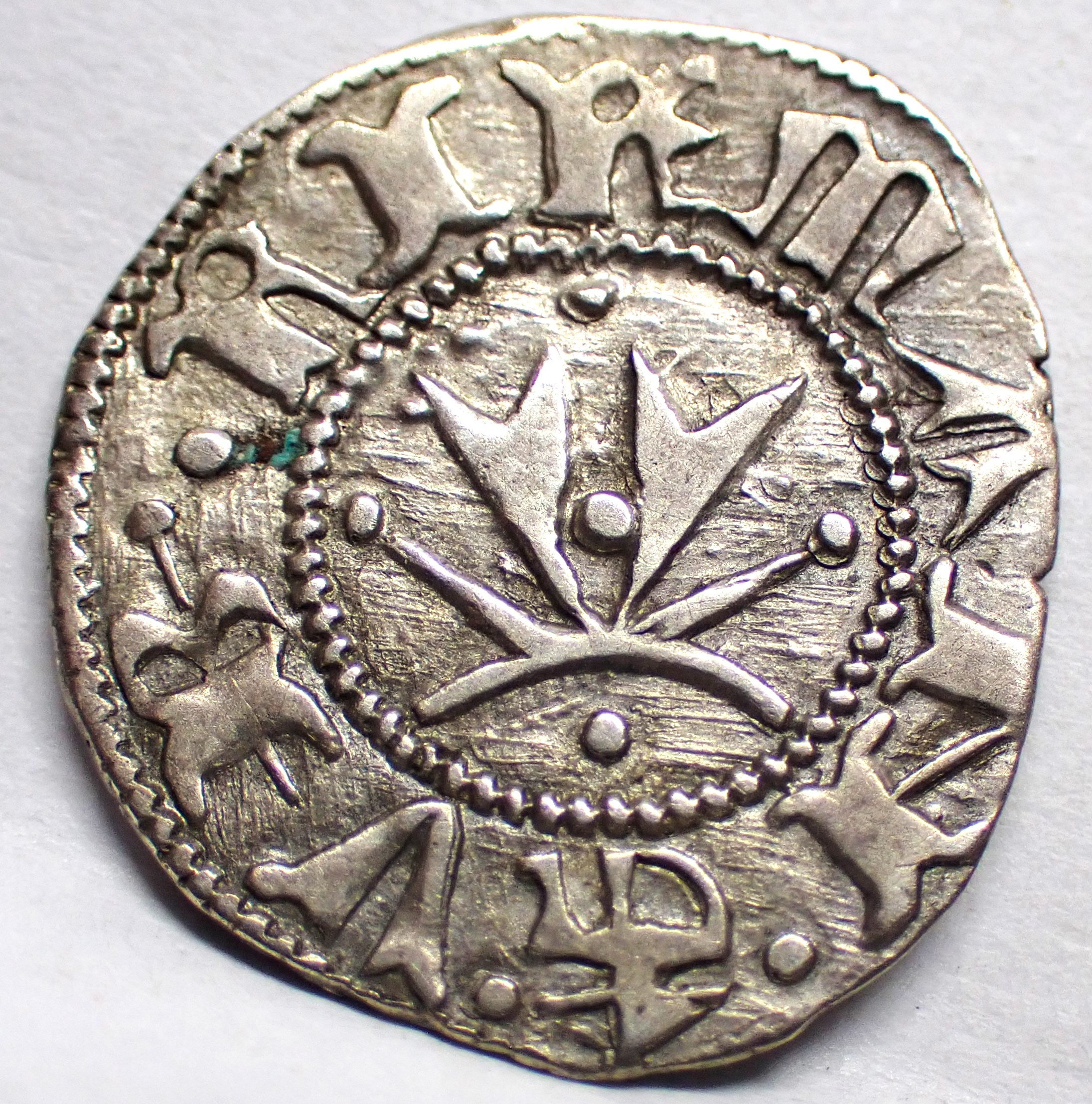
Revers des Bolognino aus Fermo

Während der Regierungszeit von Francesco I. Sforza (1431–1446) wurde in Fermo ein damals noch guthaltiger Bolognino geprägt.

### Süditalien

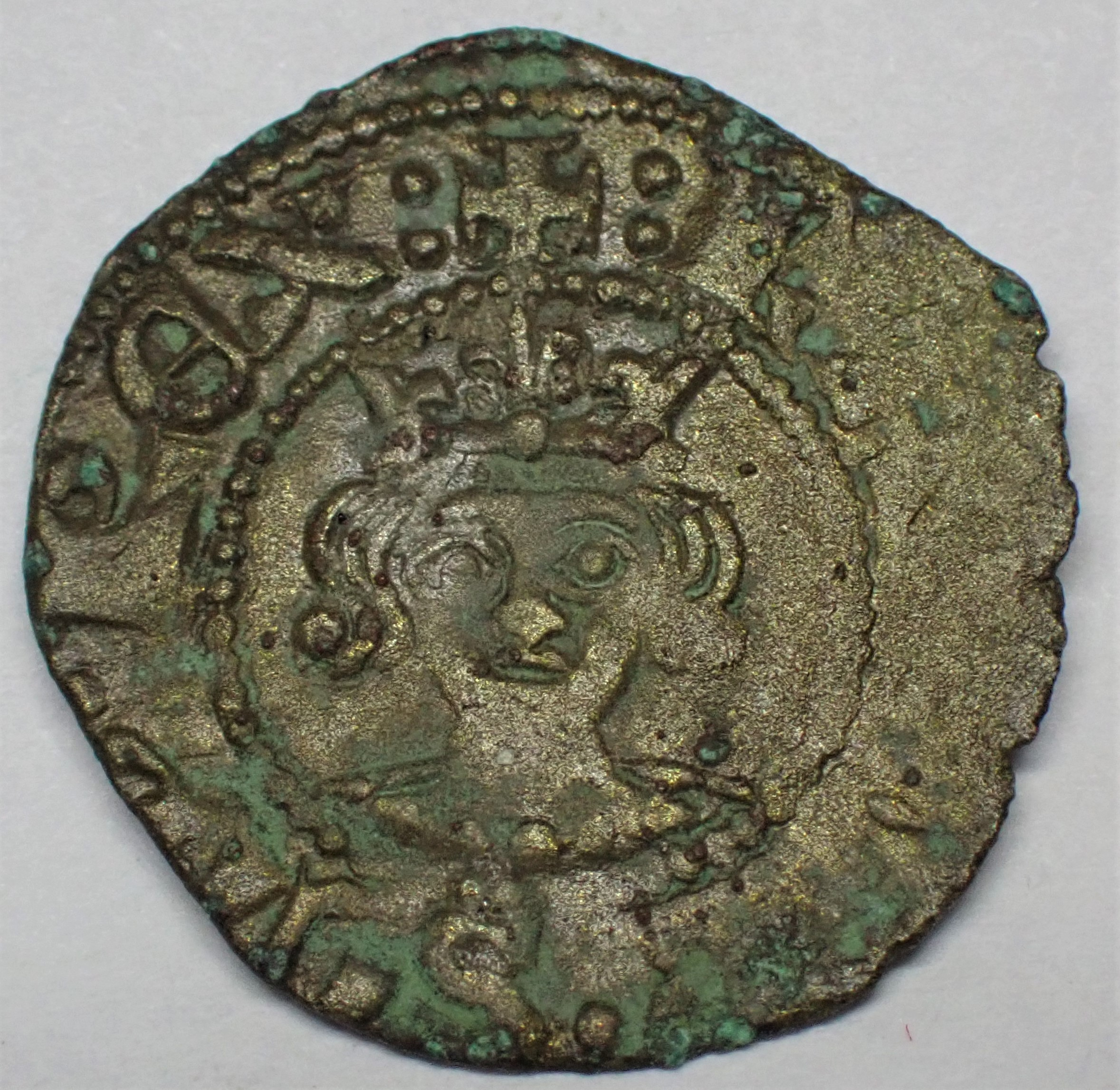
Denar für Neapel mit Porträt Karls von Anjou

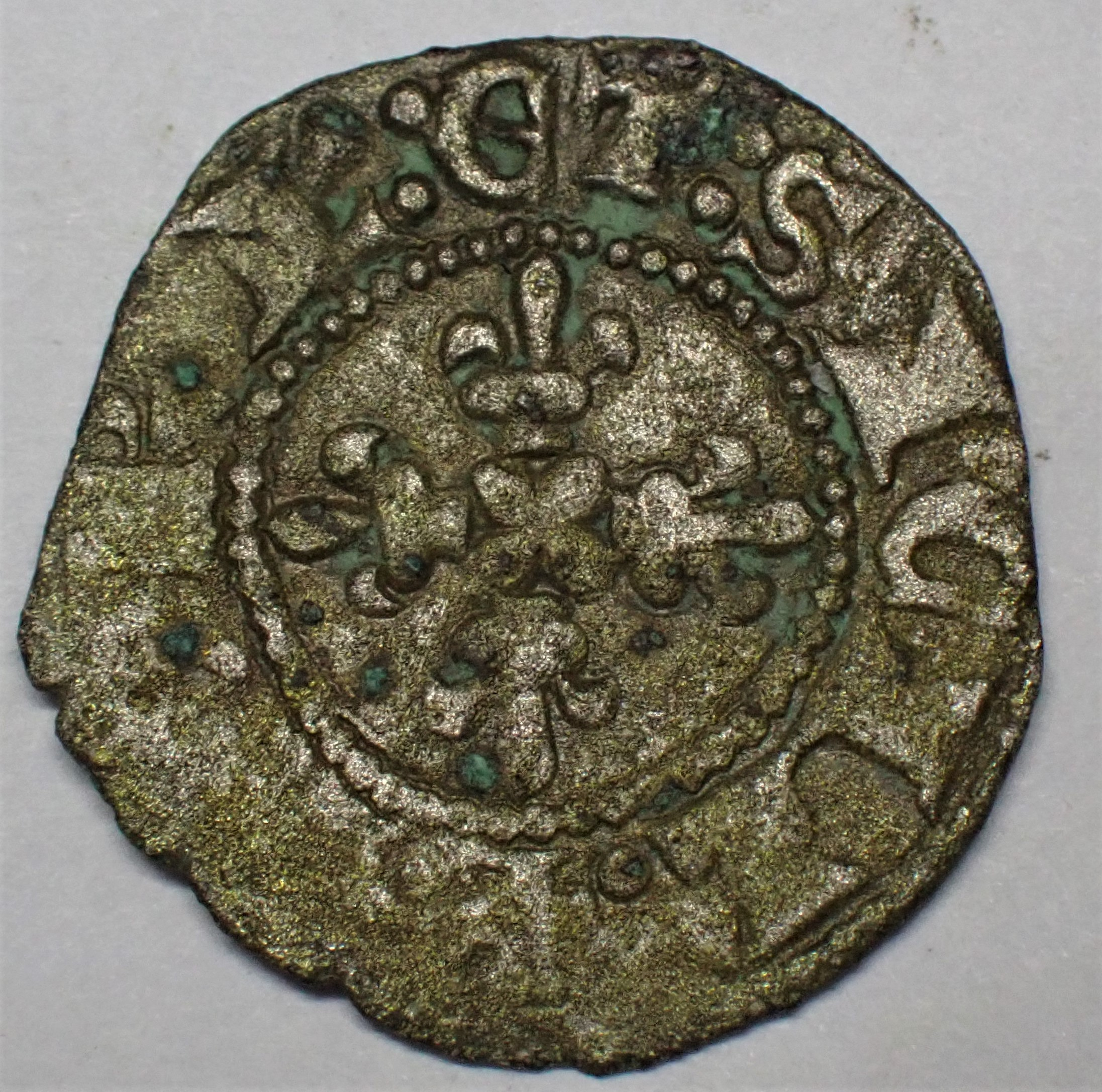
Rückseite des Denar von Karls von Anjou

Neapel setzte seit 1302/04 auf den Gigliato, der nach dem Lilienkreuz als seinem zentralen Bildmotiv benannt war und wegen seiner breiten Akzeptanz häufig nachgeahmt wurde (von Südfrankreich über Rhodos bis Kleinasien). Im Königreich Neapel wurde der Gigliato auch Carlino genannt, weil er von Karl II. eingeführt wurde.
Als Kleinmünze aus Kupfer wurde der Cavallo geprägt.
Sizilien teilte ab dem Jahr 1466 die goldene Reali in je 20 Carlini (auch Saluto genannt), die aus gutem Silber hergestellt waren und in je 3 Piccolini unterteilt waren und wegen ihres geringen Silbergehalts schnell schwarz erschienen.

Italien um 1494

## Die Frühe Neuzeit
Das numismatische Ende des Mittelalters kennzeichnet die Einführung einer weiteren neuen und noch sehr viel größeren Silbermünze als den Groschen, der Taler. Dabei handelt es sich um die Übernahme einer böhmischen Erfindung. In Italien wurde in der frühen Neuzeit keine münzgeschichtlichen Innovationen mehr angestoßen.
Als erste prägten im Jahr 1551 die Franzosen in dem von ihnen besetzten Mailand die erste große Talermünze auf italienischen Boden ein, der Ducatone oder Scudo d’argento genannt wurde. Als Scudo, Ducatone (Venedig), Piastra (Florenz) oder Tallero (Livorno) wurde der Taler nun auch in anderen Regionen Italiens geprägt, wobei sich die Stückelungen unterschieden. Unterhalb des Talers wurde meist in Soldo, im Kirchenstaat in Giulio und Baiocco und in Neapel und Sizilien in den Grano unterteilt. Bei den noch geringer wertigen Kleinmünzen herrschte eine noch größere Vielfalt. Als Goldmünze setzte sich die Doppia durch, die grob der spanischen Dublone und dem französischen Louisdor entsprach, während in Venedig der Dukaten, wenn auch mit abnehmender Bedeutung bis in das Jahr 1797 weiter geprägt wurde.
Im Großherzogtum Toskana hat Cosimo I. de’ Medici als Erster eine Silberscheidemünze mit dem Namen Crazia prägen lassen. Es wird vermutet, dass sich der Name von dem nicht nur im süddeutschen Sprachraum umlaufenden Kreuzer ableitet, auch weil er in etwa dem gleichen Wert entsprach. 8 Crazie galten einen Paolo (der dem Guilio entsprach), 24 Crazie entsprachen einem Testone und 84 Crazie einem Scudo.
Im Kirchenstaat ließen die Päpste weiter eigenes Geld prägen, auch um die staatliche Unabhängigkeit ihres Territoriums zu unterstreichen. Als Talermünze lief schon seit Mitte des 16. Jahrhunderts der Scudo romano um, der noch 250 Jahre weiter geprägt wurde. Die Vorderseiten zeigten meistens das Porträt des Papstes, die Rückseiten dienten ebenfalls der Propaganda päpstlicher Politik. Als kleinere Nominale wurden Testone, Giuli und Baiocchi geprägt.
Nominalwerte unterhalb von 4 Pfennigen waren geringhaltige Silbermünzen, die schnell anliefen und deshalb „schwarzes Geld“ genannt wurden. Diese Billonmünzen liefen nicht nur in Italien, sondern auch in Frankreich und anderen Regionen als Kleingeld um. Der Luigino, der in Oberitalien umlief, folgte dem französischen Vorbild des 5-Soustücks. Zudem wurden immer mehr Kupfermünzen als Kleingeld geprägt.

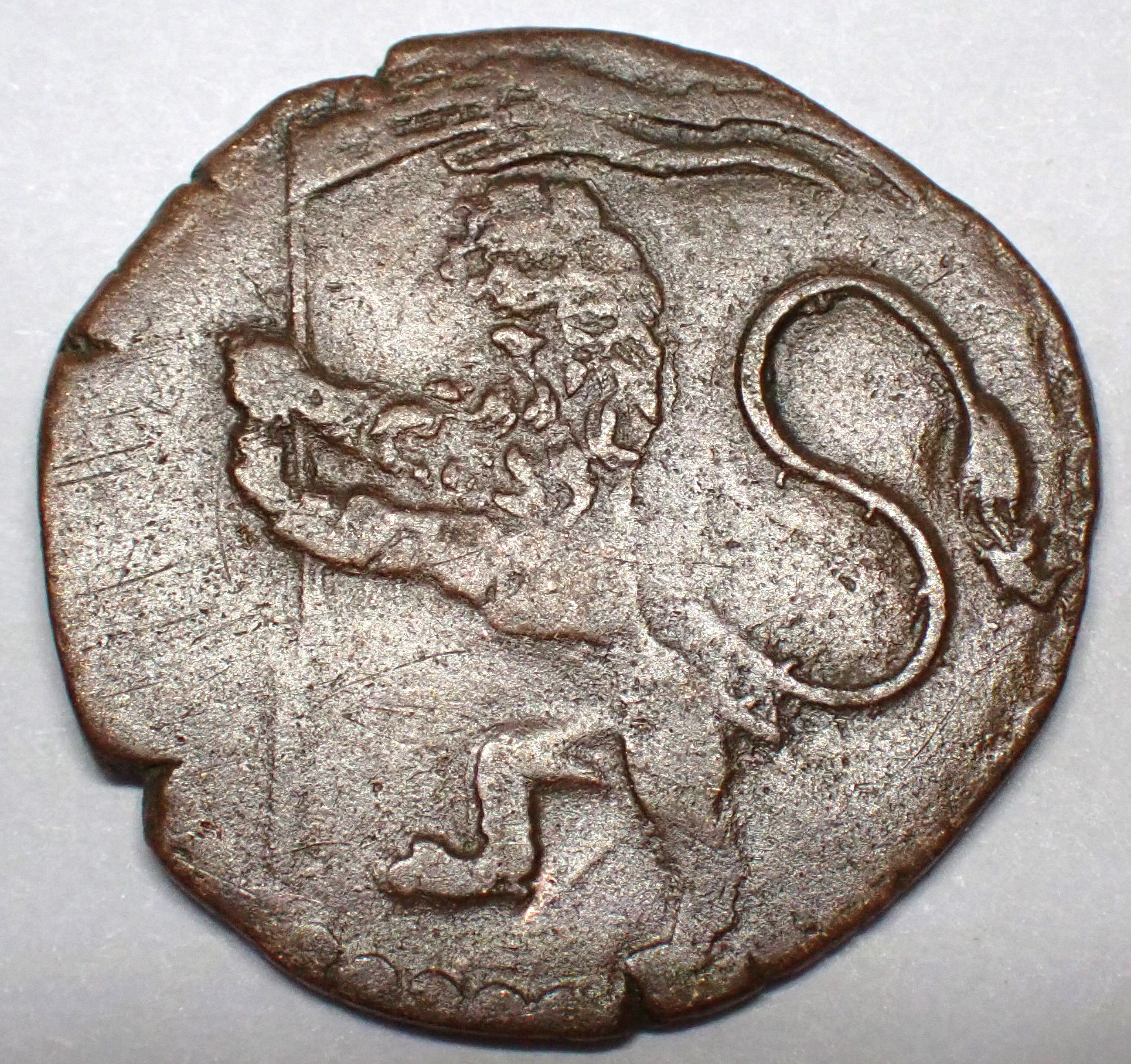
Kupfermünze aus Bologna, Jahr 1619, Avers mit Löwen

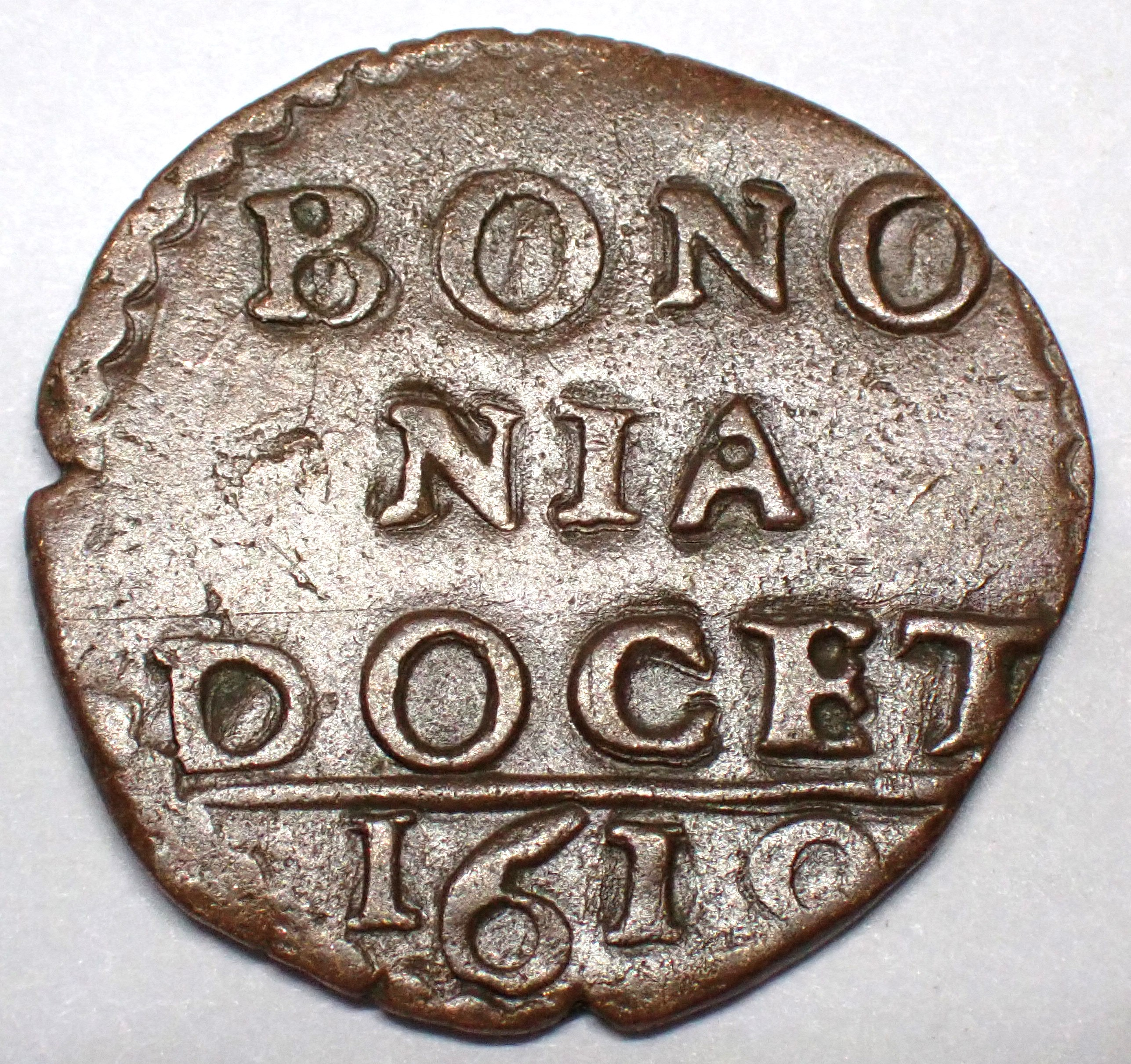
Kupfermünze aus Bologna, Jahr 1619, Avers mit Löwen

## Das 18. Jahrhundert

### Norditalien
Zu den unter dem Einfluss der spanischen Habsburger stehenden Gebiete in Norditalien gehörte die Herrschaft über das Herzogtum Mailand, in dem als große Silbermünze der Filippo, benannt nach seinem Herrscher Philipp V. von Spanien geprägt wurde. Unterhalb des Filippo, der auch unter Philipps Nachfolger Karl III. von Spanien seinen Namen behielt, wurden seine Halb-, Viertel- und Achtelstücke geprägt. Als Kleinmünze aus Kupfer lief der Quattrino um. Auch nach dem Frieden von Utrecht im Jahr 1713, mit dem das Herzogtum Mailand im Folgejahr an die österreichische Linie der Habsburger wechselte, änderte an diesem System nicht viel. Es trat allerdings die Prägung von 5, 10 und 20 Soldimünzen hinzu.
In der ebenfalls österreichischen Provinz Venetien wurden immer noch Dukaten geprägt. Als Silbermünzen waren die Lira, auch als Doppel- und Halbstück noch in Gebrauch, während keine Kleinmünzen mehr hergestellt wurden.
An kleineren Münzständen prägten noch Belgioioso, Massa-Carrara, Piacenza, San Giorgio, Orciano, Porcia, Trient und Ventimiglia. Hierbei handelte es sich aber meistens um reine Repräsentativgepräge ohne Umlaufbedeutung.

### Mittelitalien
Auch das Großherzogtum Toskana stand unter Habsburger Einfluss und galt als ein moderner Musterstaat in Europa. Neben Goldgulden und Dukaten wurden in Silber der Taler und seine Teilstücke, als mittlere Nominale der Paolo, auch als Halbstück oder mit doppelten und fünffachen Wert geprägt. 10 Paoli galten einen Taler. Als Kleinmünzen dienten silberne Quattrini und kupferne Soldi.
Im Kirchenstaat gab es kaum Veränderungen am Münzsystem. Allerdings wuchs, wie fast überall in Europa, die Bedeutung von kupfernen Kleinmünzen.

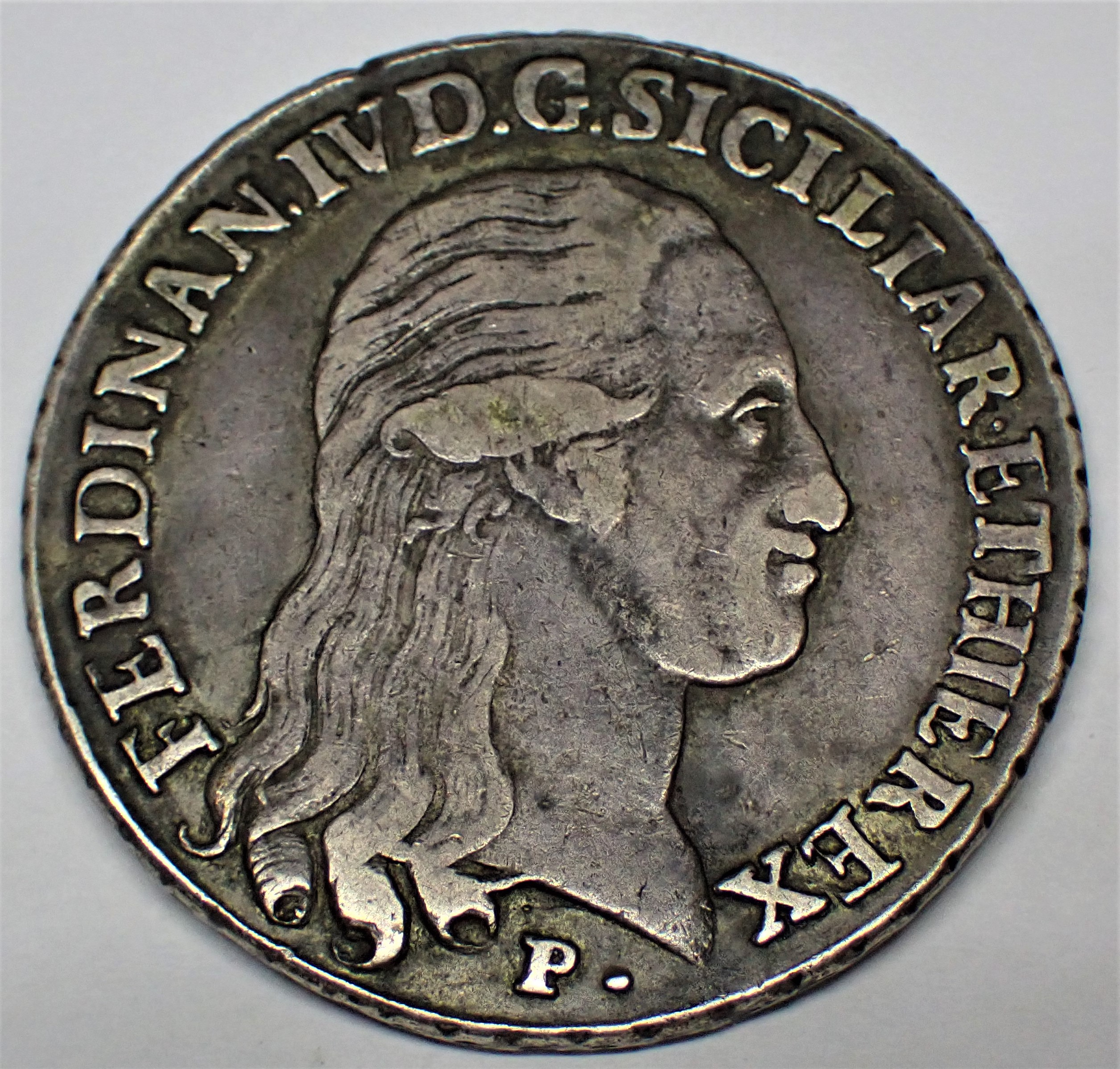
120 Grana von 1798

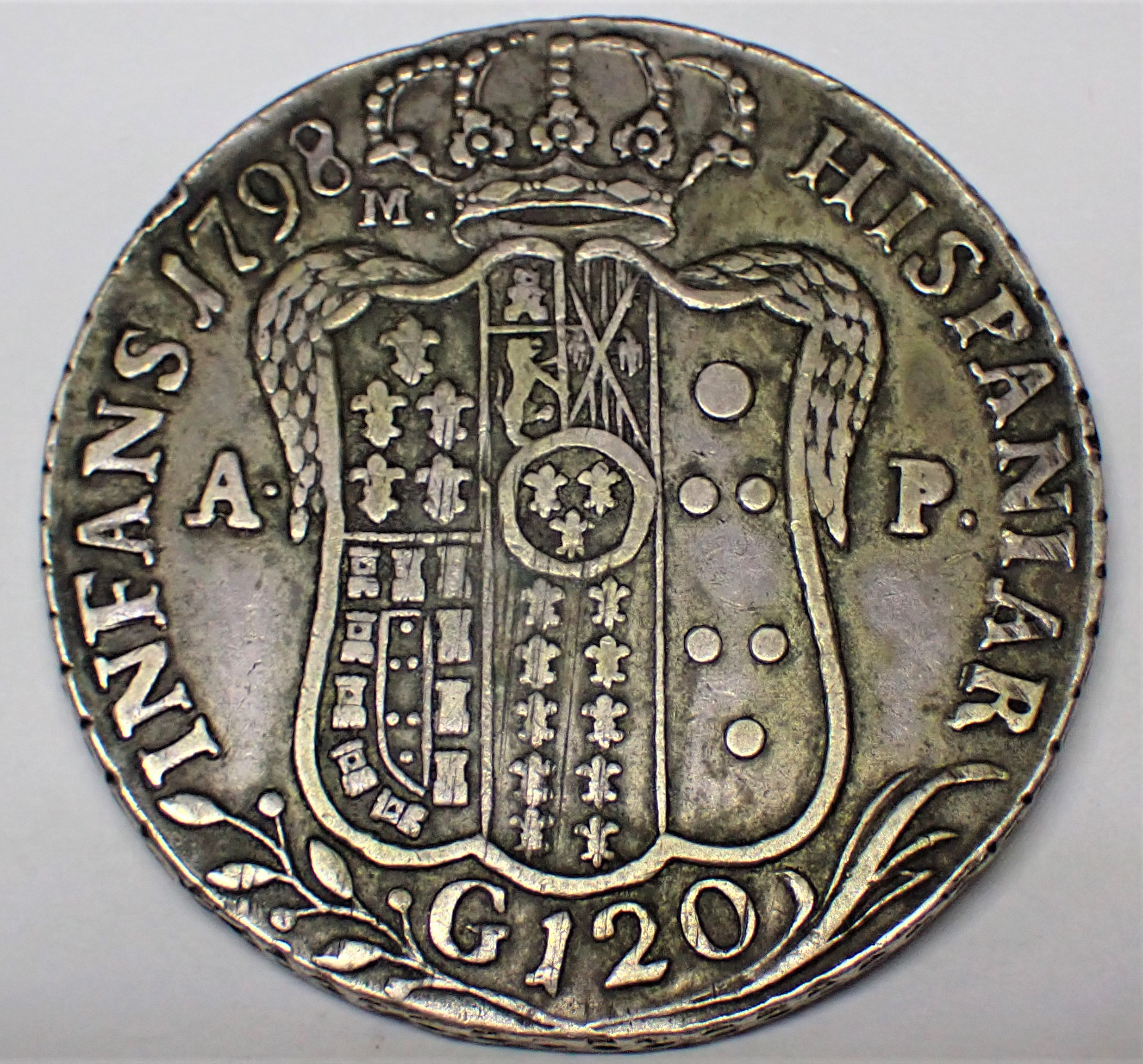
120 Grana von 1798

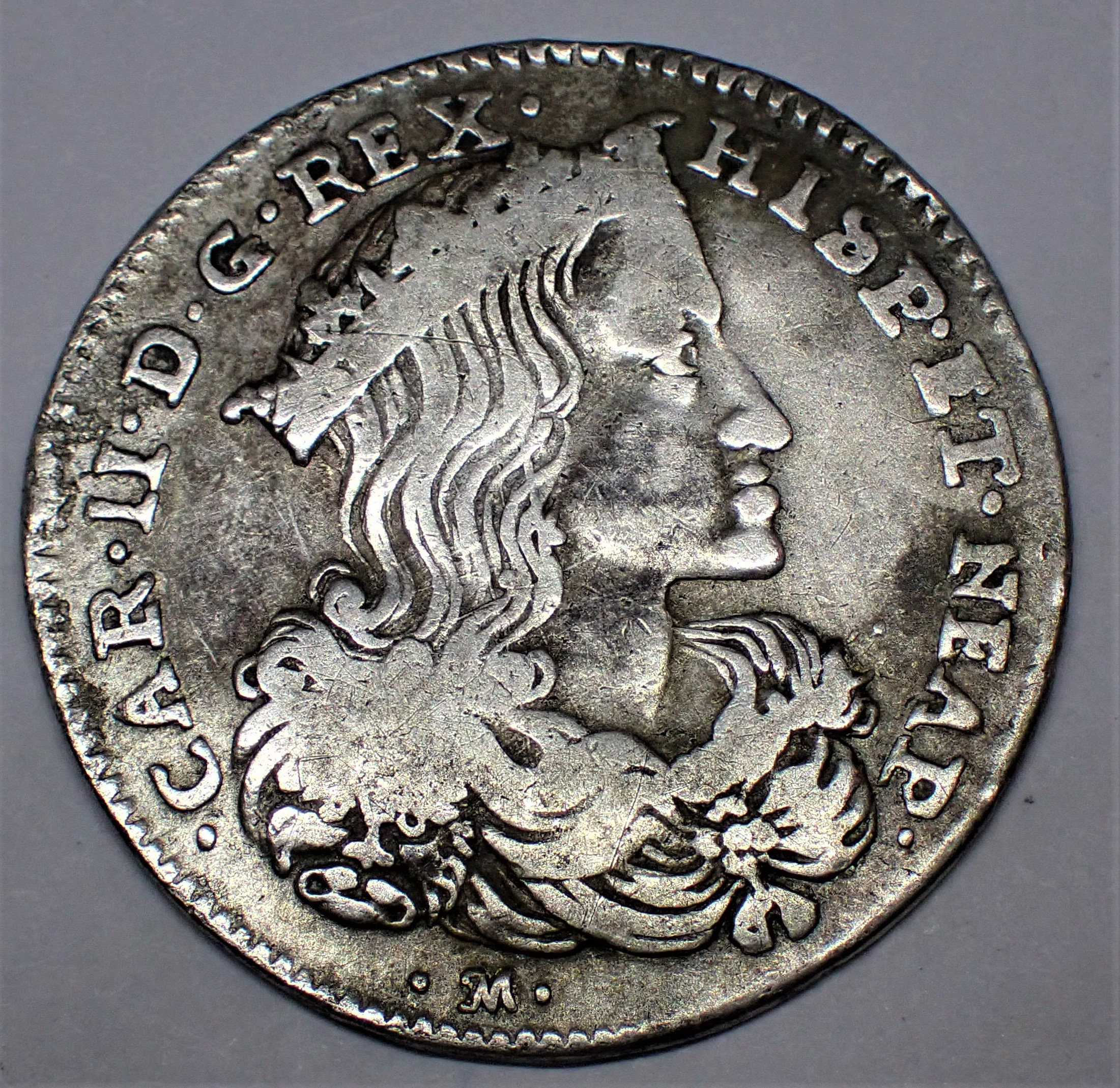
Silbertari aus Neapel 1694

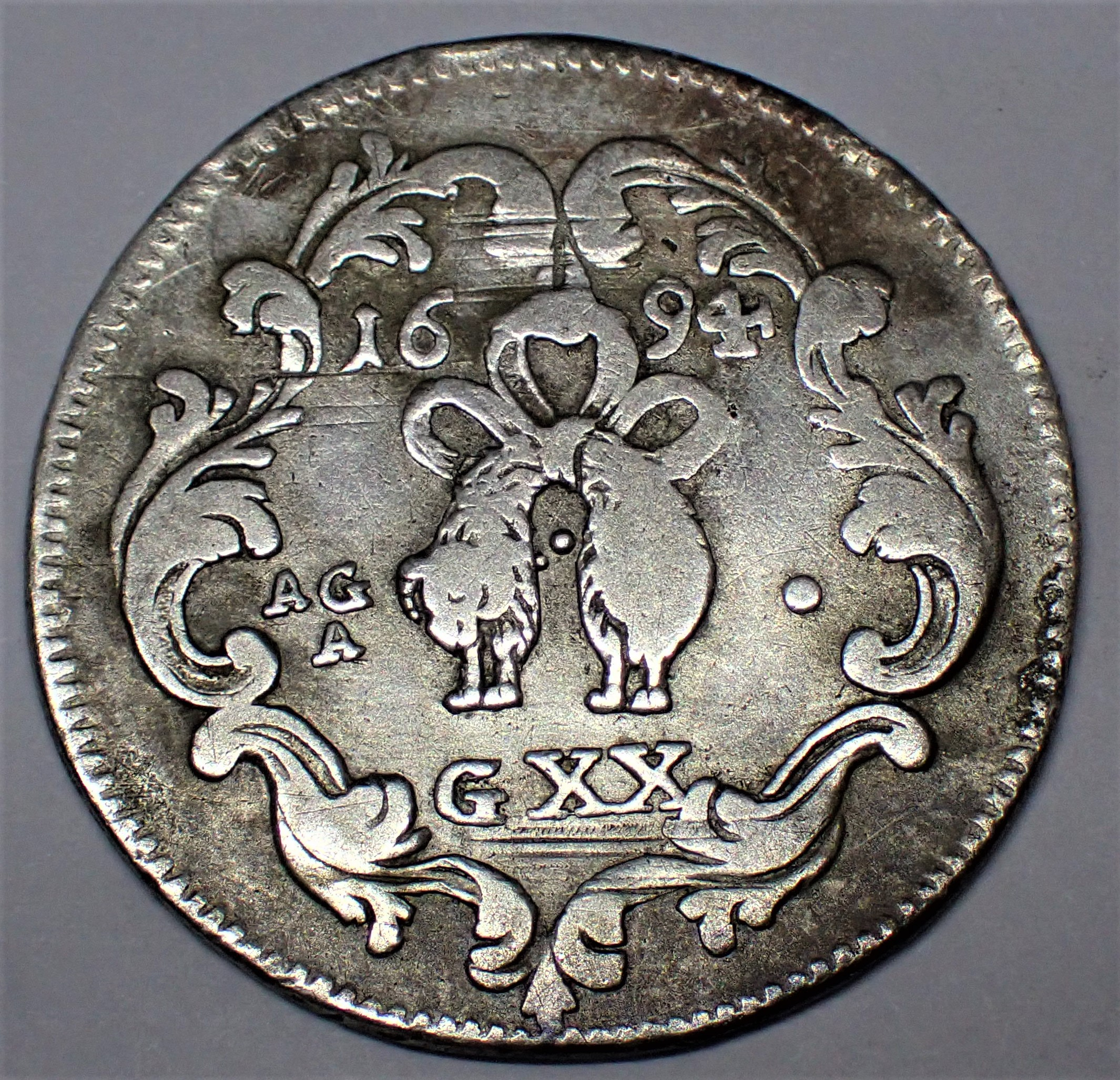
Silbertari, Neapel von 1694

### Süditalien
Während Sizilien, trotz seiner zeitweiligen Zugehörigkeit zur spanischen Krone (bis 1713, dann savoyisch) sein traditionelles Münzsystem beibehielt, war Sardinien als Nebenland von Aragon (bis 1713, dann österreichisch, ab 1720 savoyisch) stark vom spanischen Münzwesen beeinflusst. In Sardinien liefen hauptsächlich 1-Real und 2½-Realesmünzen aus Silber um. Zwischen 1711 und 1717 wurden weiter 2½-Realesmünzen geprägt, die wenigen Kupfermünzen im Wert von 1 Cagliarese (= ½ Soldo) und 3 Cagliarese (= 1½ Soldi), die nur 1712 und das 3 Cagliaresestück auch noch 1713 geprägt wurden, hatten keine oder kaum Umlaufbedeutung. Nach 1720 wurde für Sardinien keine eigenen Münzen mehr geprägt.
In Neapel und Sizilien blieb das zentrale Münznominal der Grano (plural Grana). Neapel teilte den Taler oder das 120 Granistück in entsprechend viele 10 Granistücke aus Silber, die auch Carlino genannt wurden. Auf einen Taler kamen so 12 Carlini. Als Kupferkleinmünze wurde der Tornese geprägt. Anders als Neapel prägte Sizilien auch den Dukaten, sogar im doppelten und vierfachen Wert. Die mittleren Silbermünzen waren der Tari, als Kupferkleingeld liefen der Grano und Münzen im Wert von 3 Cavalli um.

### Republikanische Ausgaben 1796–1805

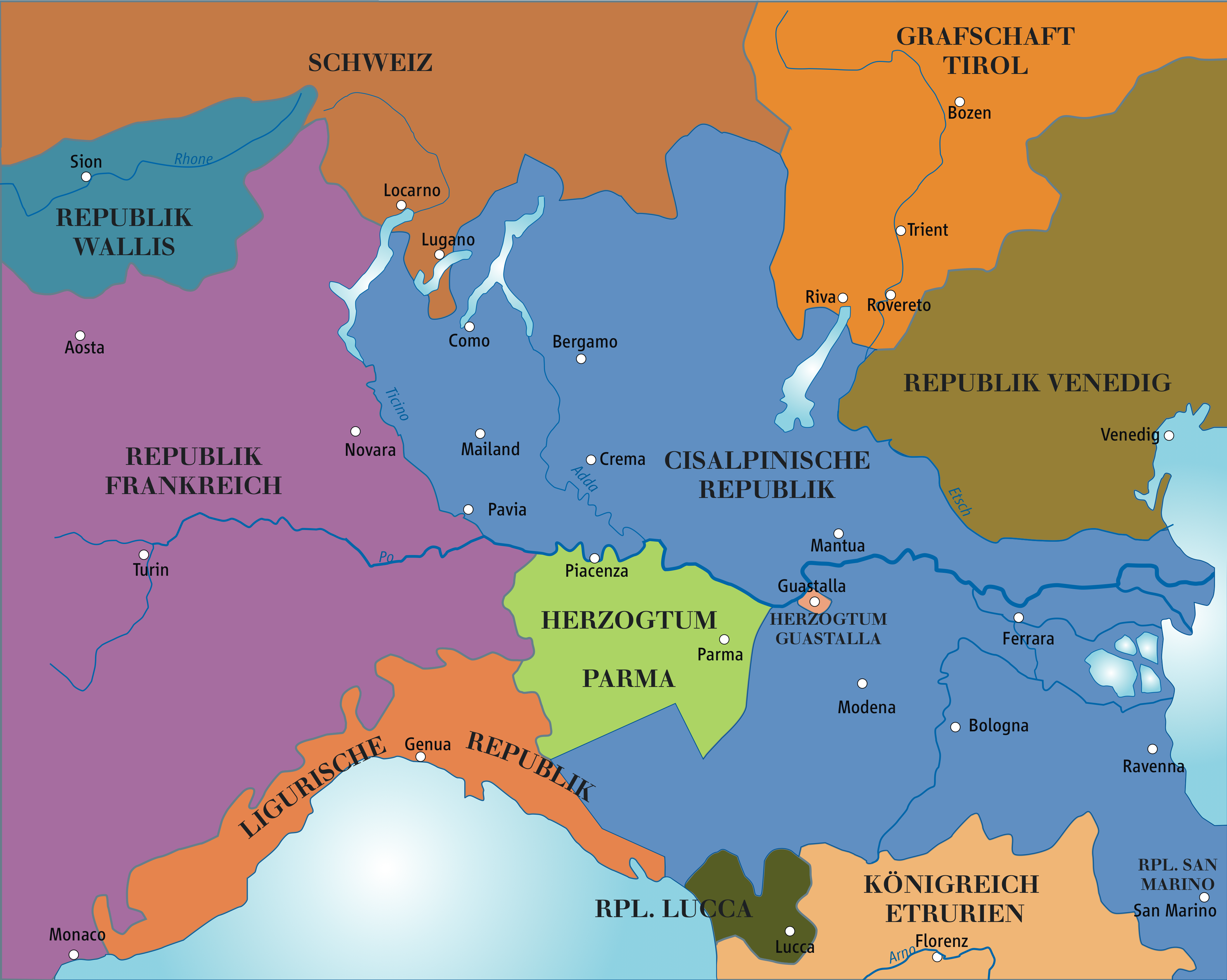
Nord- und Mittelitalien im Jahr 1803

Die französische Besetzung in Norditalien (1797 bis 1814) beendete einen Großteil der bisherigen regionalen Münztraditionen.
Während die kurzlebige Volksregierung von Bologna (1796–97) das traditionelle Münzsystem mit dem 10-Paolistück als Silbergroßmünze, dem Carlino Bolognese als Billonmünze und dem Mezzo Quattrino als Kupferkleinmünze weiterprägte, verzichtete sie noch auf einen konsequenten Übergang zur dezimalen Teilung nach dem Vorbild der Französischen Republik. Die danach folgende Cisalpinische Republik (1797 bis 1802) verzichtete mit Ausnahme von zwei Repräsentativprägungen auf die Herstellung von Münzen.
Das Münzsystem der Ligurischen Republik (1798 bis 1805) gründete auf der Lira und ihren Vielfachen im Wert von 2, 4 und 8 Lire in Silber und 12, 24, 48 und 96 Lire in Gold. Unterhalb der Lira wurden nur 10-Soldimünzen in Billon und 3-Denarimünzen in Kupfer geprägt.
Die nur im Jahr 1799 existierende Neapolitanische Republik rechnete zwar schon den Ducato in 100 Grana, prägte aber nur kleinere Münzen im Duodezimalsystem aus, nämlich 12- und 6-Carlini in Silber und 6- und 4-Tornesimünzen in Kupfer. Daran änderte sich nach der Wiederherstellung des Königreichs Neapel im selben Jahr erstmal wenig. Allerdings wurden nun auch die größeren Silbermünzen wieder duodezimal geteilt und statt der 100-Granamünzen nun wieder 60- und 120 Granamünzen ausgeprägt. Dabei blieb es auch nach der Vereinigung von Neapel und Sizilien (Königreich beider Sizilien) im Jahr 1816.
Die wenigen Münzen der Piemontesischen Republik (1798 bis 1799) wurden kaum ausgeprägt und noch duodezimal gerechnet. Etwas mehr prägte die Römische Republik (1798 bis 1799) und rechnete auch schon dezimal mit 100 Biaocchi, die einem Scudo entsprachen. Ausgeprägt wurden aber nur wenige Scudo ohne Jahreszahl und recht viele 1-, 2- und 5 Baiocchimünzen aus Kupfer. Viele weitere kleine Städte prägten ebenfalls Baiocchimünzen im Wert von meist ½-, 1 und 2 Baiocchi, so Ancona, Ascoli Piceno, Civita Vecchia, Fermo, Foligno, Gubbio, Macerata, Pergola, Perugia und Spoleto.

## Das 19. Jahrhundert
Auch die italienischen Münzen wurden im 19. Jahrhundert in ihrem Gewicht und ihren Abmessungen durch die industrielle Fertigung immer stärker standardisiert. Die Gestaltung entsprach den europäischen Gepflogenheiten dieser Zeit: Die Wertseite zeigte die Nominalangabe (Wertzahl und Nominalnamen) in der Mitte innerhalb eines Laubkranzes. Die Porträtseiten der größeren Nominale der Fürstentümer zeigten den Herrscher im Seitenprofil mit Namen und Titel in der Umschrift. Die barocke Überladenheit hatte auch für italienische Münzen ein Ende gefunden und ließ freie Flächen im Münzfeld, womit die gestalteten Flächen deutlicher wahrgenommen wurden. Diese Entwicklungen haben sich nördlich und südlich der Alpen nicht wesentlich voneinander unterschieden. Die dezimale Teilung der Hauptmünzen hatte sich vor allem im wirtschaftlich starken Norditalien bereits in den ersten Jahren des 19. Jahrhunderts mit der Eingliederung in die Französische Republik bzw. in das französische Kaiserreich und der damit verbundenen Einführung des Französischen Münzsystems großem Umfang durchgesetzt (Piemont, Ligurien, Kirchenstaat).
Unter starkem Einfluss Frankreichs standen das sogenannte Königreich Italien, in dem Napoleon selbst als „Imperatore e Re“ herrschte, das Königreich beider Sizilien unter Joachim Murat, der mit Caroline Bonaparte, einer Schwester Napoleons, als Mitregentin verheiratet war.
Mit der kurzfristigen Eingliederung des Piemont im Jahr 1802 nach Frankreich galt dort das französische Münzsystem.
Im Königreich Etrurien (1801 bis 1807) wurde als Goldmünze der Ruspone, als Großsilber der Francescone, in den Nominalen darunter Liremünzen und als Kupferkleinmünzen Soldi und Quattrini geprägt.
Konsequent dezimal unterteilt und zugleich nachhaltig war erst das Münzsystems des Königreich Italiens (1805 bis 1814), das in Norditalien die Emilia, die Lombardei und Venetien umfasste und in dem Napoleon selbst regierte. Geprägt wurde im Wesentlichen im französischen Münzsystem, aber mit italienischen Nominalbezeichnungen, nämlich goldene 20- und 40-Liremünzen, Silbermünzen im Wert von 1 Lira und 2 und 5 Lire und darunter der Centesimo und das 3-Centisimistück in Kupfer. Die 10-Centisimimünze war aus Billon. Eine Besonderheit blieb die Prägung von 1 Soldomünzen aus Kupfer und 5, 10 und 15 Soldimünzen aus Billon.
Im Königreich beider Sizilien wurde ab dem Jahr 1811 das Dezimalsystem in der Münzprägung eingeführt und 1 Lira in 100 Centesimi unterteilt.

### Restauration
Während der Restauration kehrten die italienischen Staaten nur teilweise zu den traditionellen Teilungen zurück. Das Königreich Sardinien, zu dem auch die wirtschaftlich starke Lombardei und Piemont gehörten, teilte ab 1816 die Sardische Lira in 20 Soldi oder 100 Centesimi. Ab dem Jahr 1825 wurde auch im Großherzogtum Toskana der Fiorino in 100 Quatrini unterteilt, auch wenn daneben 10 Paoli nicht streng dezimal 4 Fiorini galten.
In dem von Napoleons ehemaliger Frau Marie-Louise von Habsburg-Lothringen beherrschten Herzogtum Parma, Piacenza und Guastalla (1814–1839) galt die Lira ebenfalls 20 Soldi oder 100 Centesimi.
Die Lombardei und Venetien wurden durch den Wiener Kongress an den Kaiser von Österreich, Franz. I., abgetreten. Von 1814 bis 1856 war der Scudo deshalb dem Konventionstaler gleichgestellt. Der Scudo wurde in 6 Lire unterteilt. Die Lira galt 20 Soldi, aber auch 20 Kreuzer, womit eine Kompatibilität mit dem Münzsystem Österreichs gewährleistet war. Zudem galt die Lira auch 100 Centisimi. Ab 1857 wurde das System vereinfacht und 1 Fiorino wurde nun in 100 Kreuzer oder 100 Soldi unterteilt.
In den Jahren 1848 und 1849 kam es zu einigen Ausgaben der Revolutionsregierungen. Die provisorische Regierung der Lombardei ließ silberne 5-Lire- und goldene 20- und 40 Liremünzen prägen, die allerdings kaum im Umlauf gewesen sein dürften. Dagegen prägte die provisorische Regierung von Venedig auch Kupferkleinmünzen mit 1-, 3- und 5 Centesimiwerten, sowie 15-Centesimi in Billon mit der propagandistischen Umschrift GOVERNO PROVVISORIO DI VENEZIA.

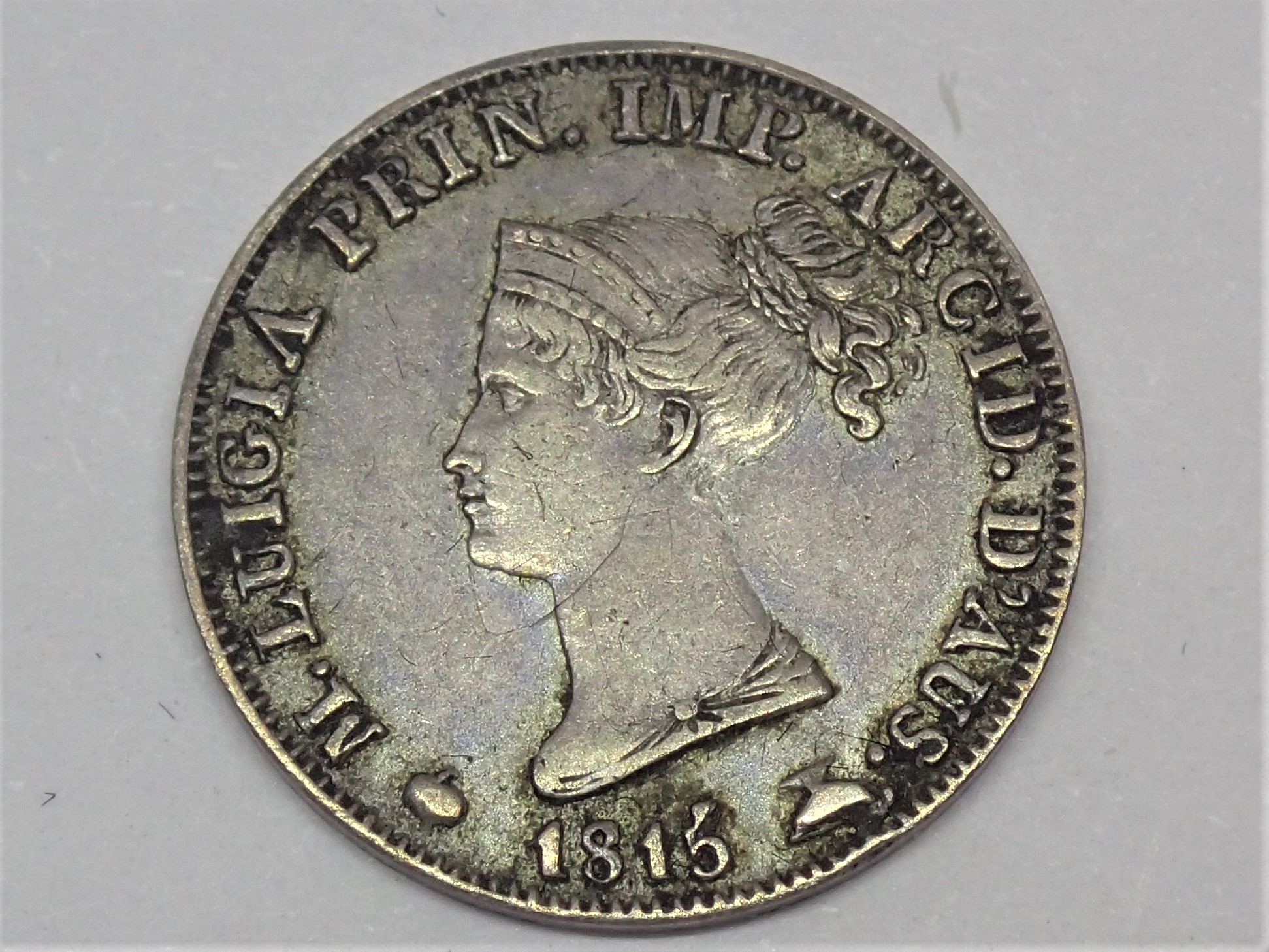
5 Soldimünze von 1815 für Parma mit Porträt Marie Louises
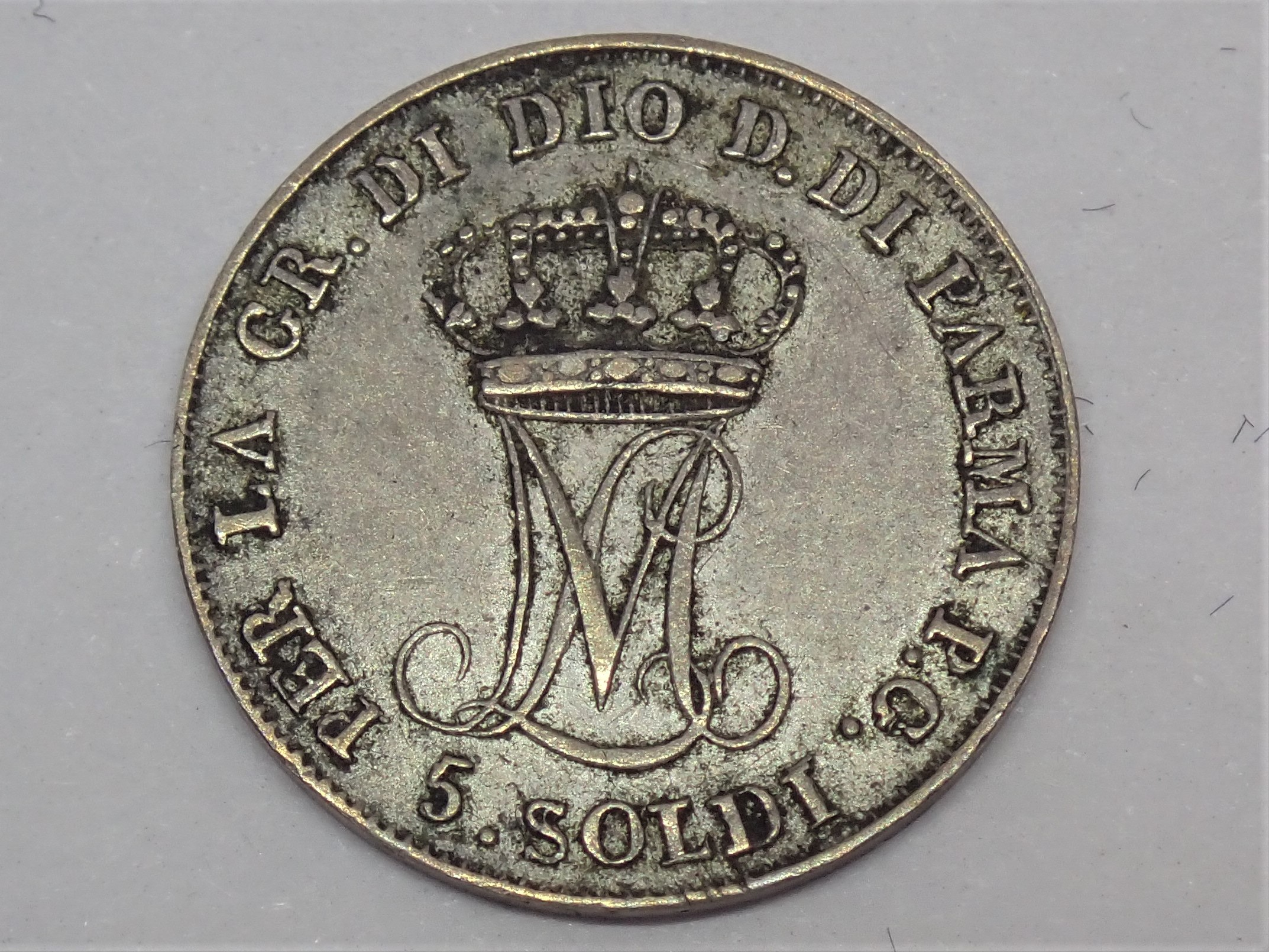
Wertseite der 5 Soldimünze von 1815
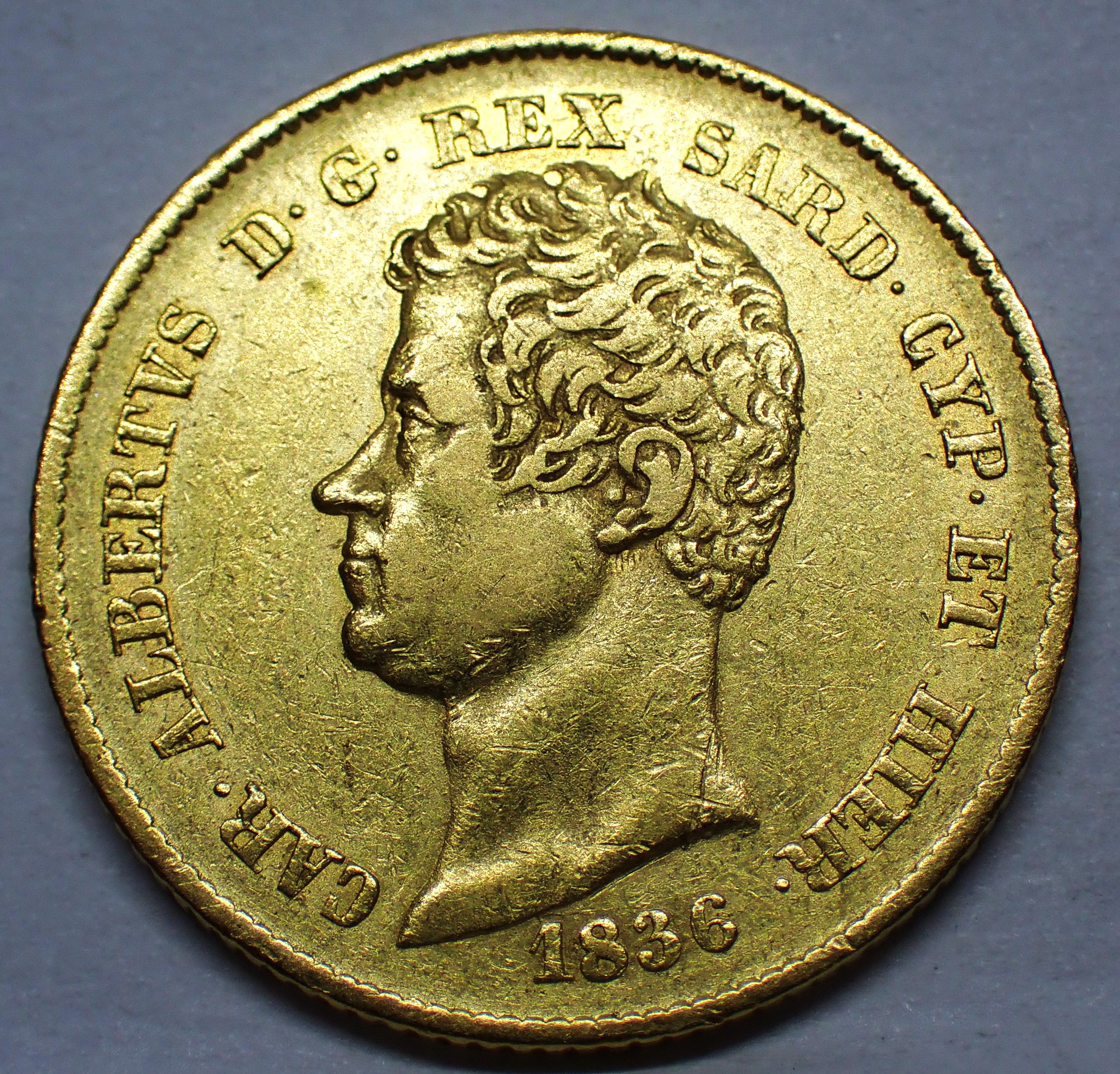
20 Lire des Königreich Sardinien von 1836
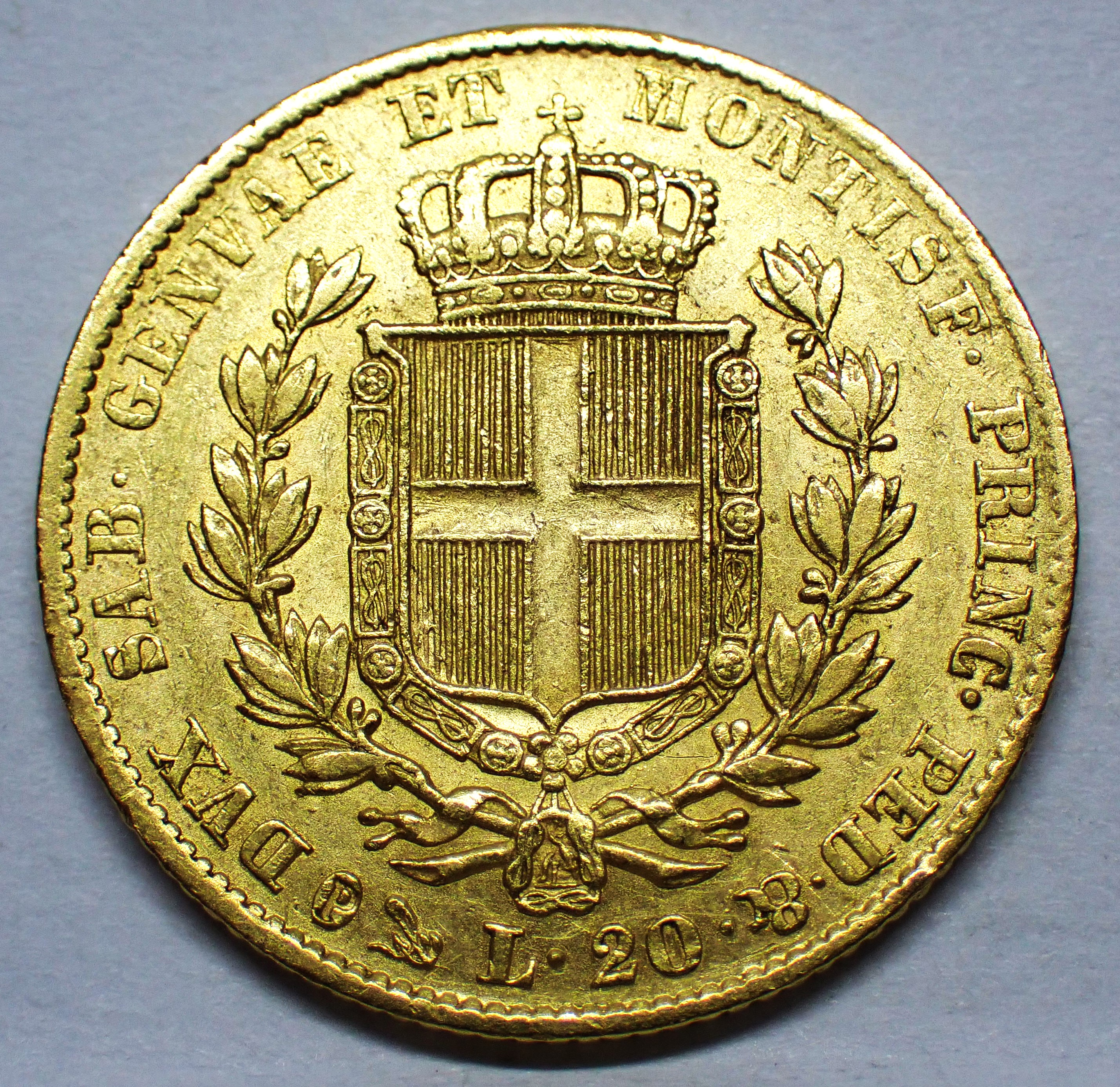
20 Lire des Königreich Sardinien von 1836
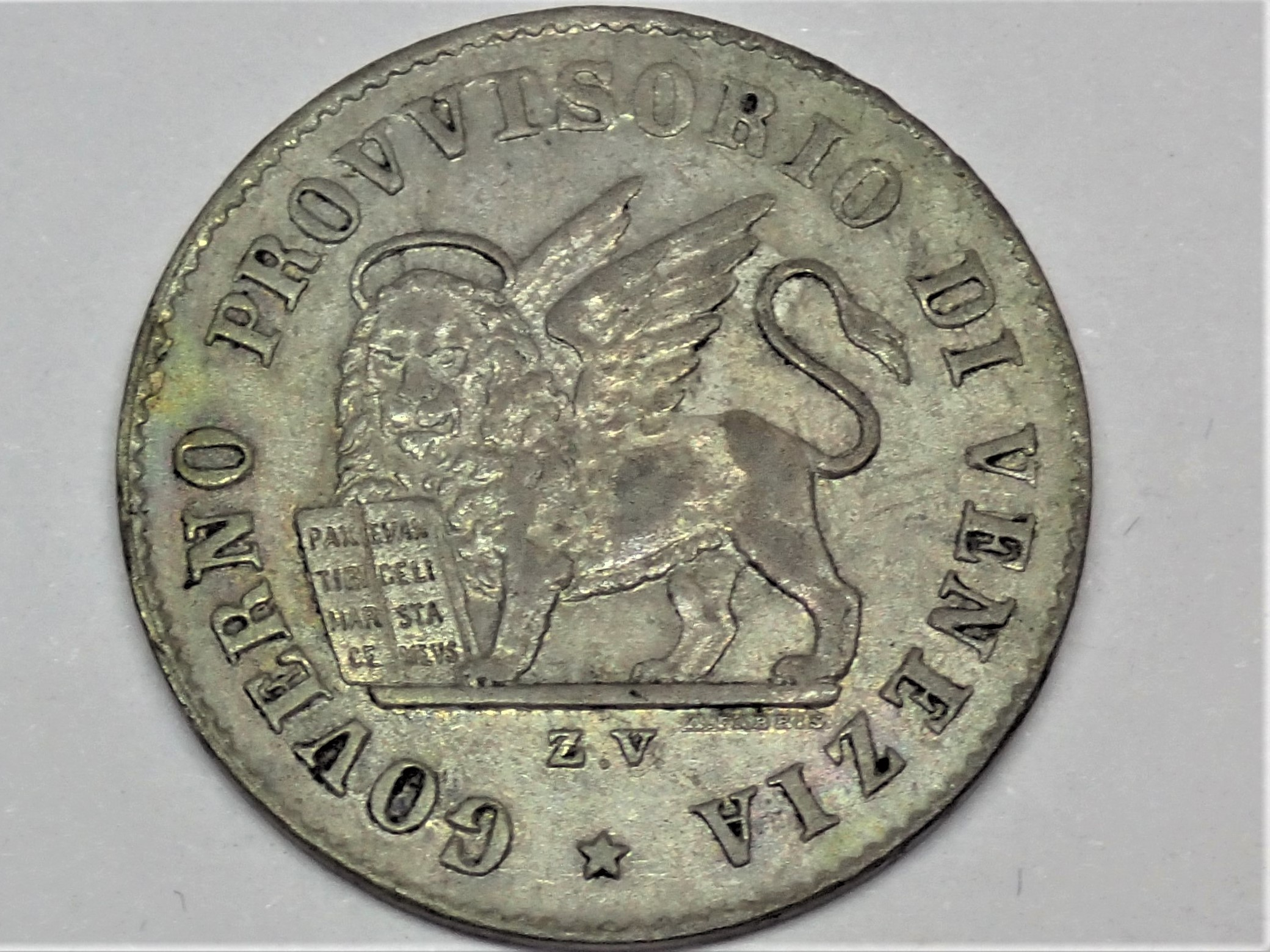
15 Centisimimünze von 1848, Marcuslöwe
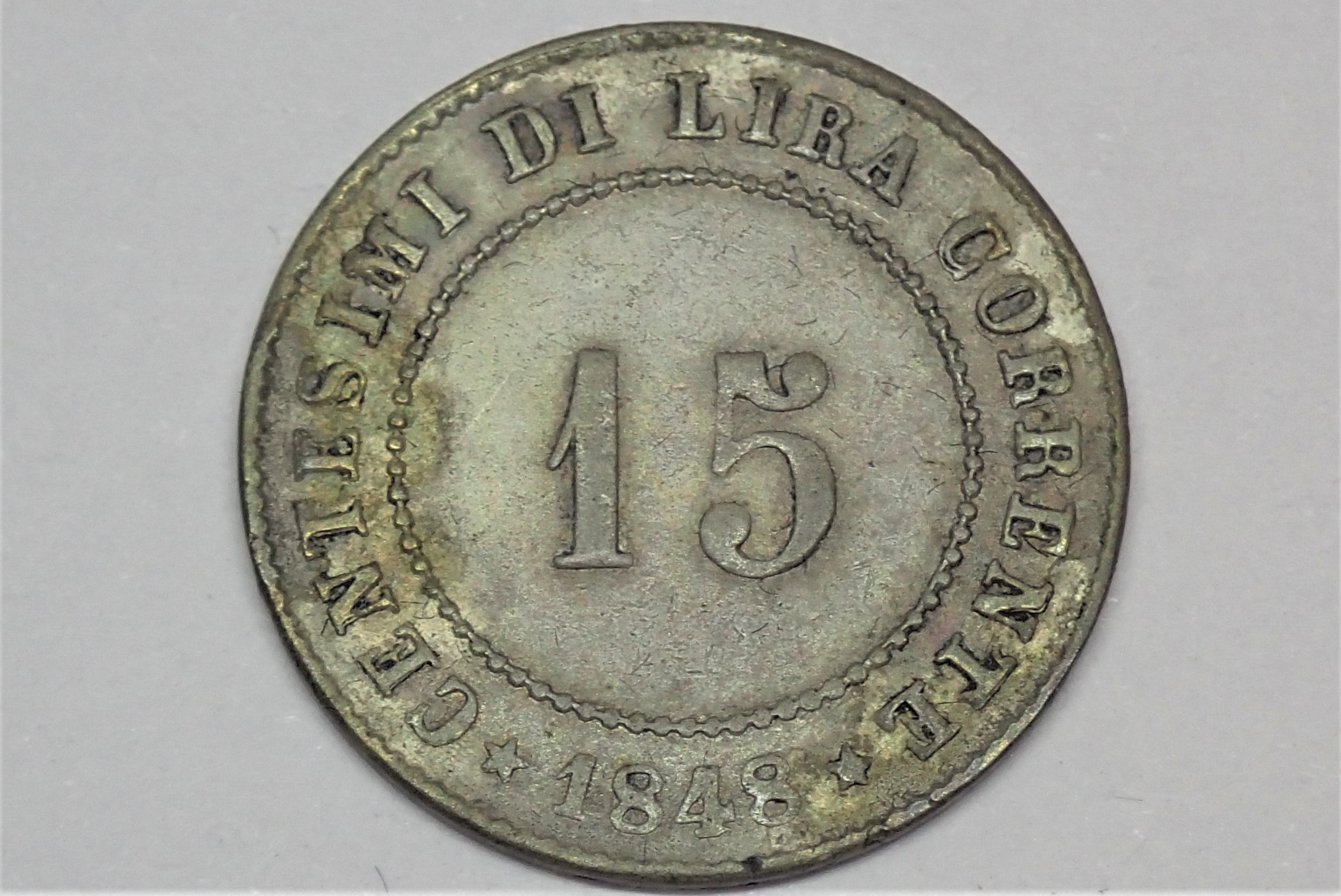
15 Centisimimünze von 1848, Wertseite
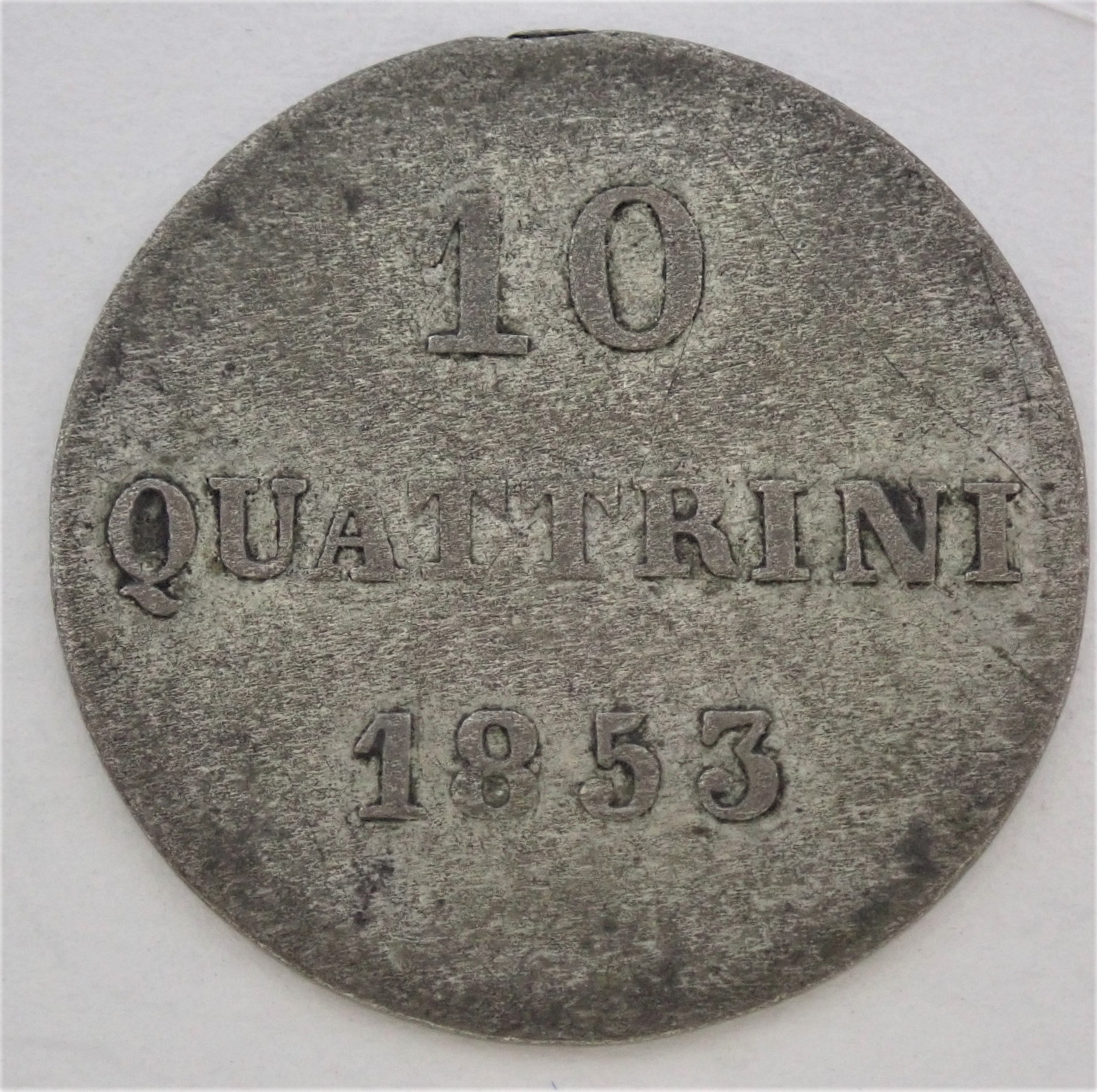
10 Quattrini der Toskana von 1853, Revers
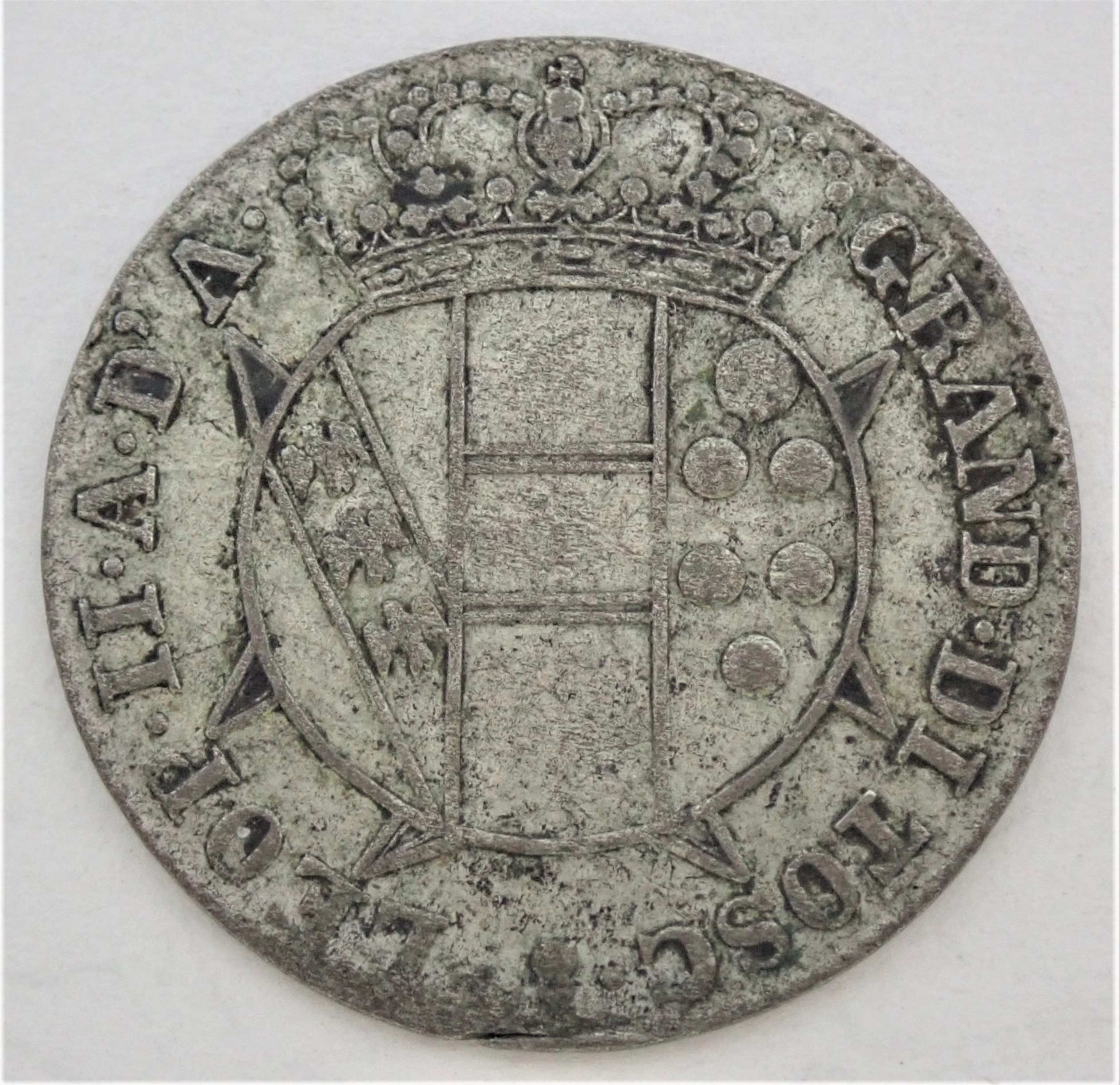
10 Quattrini, Avers

### Die Einigung Italiens
Im Jahr 1859 laufen auf in den italienischen Staaten insgesamt etwa 90 verschiedene Münzsorten um. Ein Münzwirrwarr, das erst mit der Einigung Italiens behoben wird. Die Schaffung einer einheitlichen Währung bekommt deshalb oberste Priorität. Statt ein völlig neues Währungssystem zu schaffen, wird beabsichtigt, auf dem Münzsystem von Sardinien-Piemont aufzubauen. Eine Lira wird in 100 Centesimi unterteilt.
Die provisorische Regierung der Toskana hat nach dem Verzicht des Großherzogs der Toskana, Leopold II. von Habsburg, die dezimale Teilung beibehalten und mit möglicherweise demonstrativer Absicht im Jahr 1859 einen Fiorino-Quattrini Cento, also einen Fiorino zu 100 Centesimi, als einzige Münze ausgeprägt. Für die zwischen 1859 und 1861 geprägten Münzen der Toskana wurde diese Teilung übernommen und die Nominale auch in einem Spektrum von 1 Centesimo und 2 und 5 Centesimi in Kupfer, über 50 Centesimi und 1, 2 und 5 Lira in Silber bis zu den 10 und 20 Liramünzen in Gold auch ausgeprägt.
Die ab 1861 für das Königreich Italien geprägten Münzen schlossen an diesem entwickelten Münzsystem nahtlos an. Die Italienische Lira wird in 100 Centesimi unterteilt. Als zusätzliche ausgeprägte Nominale traten das 20 Centesimistück und die 50 und 100 Liramünzen hinzu.

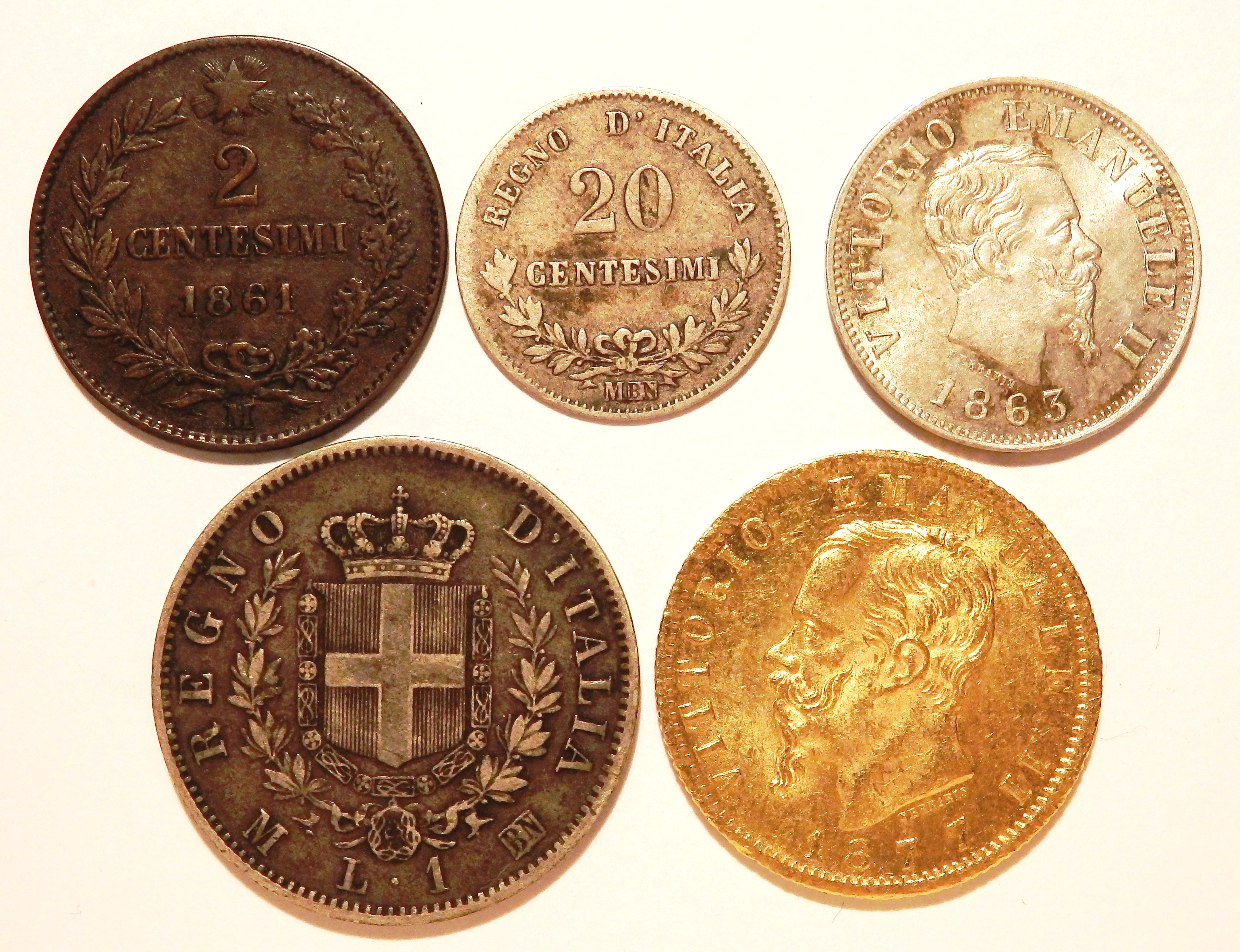
Italienische Münzen ab 1861 z. Zt. Victor Emanuel II., 2, 20, 50 Centesimi, 1 und 20 Lira

So gab es in Italien bei der Konstituierung des Königreichs 1861, anders als in den deutschen Staaten, hierfür eine ununterbrochene und jahrzehntelange Tradition für die dezimale Teilung, die den Großteil der italienischen Staaten umfasste.
Auch das feste Verhältnis der Nominalgruppen in einem entwickelten Münzsystem auf Basis der Goldwährung mit Silber- und Kupferscheidemünzen war auf französischen Traditionen gewachsen, ohne dass es eines oder mehrerer Münzverträge zwischen den italienischen Staaten bedurft hätte. Italien war durch den französischen Einfluss so früher zu einem System gelangt, das eine weitere Harmonisierung mit anderen Staaten vereinfachte. Diese Ausgangslage hat nicht nur die Vereinheitlichung des italienischen Münzsystems erleichtert, sondern auch eine Grundlage für die Lateinische Münzunion geschaffen.
Der junge Staat Italien legte großen Wert auf eine saubere Münzprägung, so dass nicht nur die Silber- und Goldmünzen, sondern auch die Kupferkleinmünzen sorgfältig ausgeprägt wurden. Der Feingehalt der Lira wurde 1863 leicht verringert, damit eine Lira mit nun 5 Gramm exakt gleich viel wiegt wie der französische Franc. Auch die Goldmünzen zu 10 und 20 Lire entsprachen nun den goldenen 10- und 20-Franc-Stücken. So konnten die Prägungen von Frankreich, Belgien und der Schweiz nun auch in Italien als gesetzliche Zahlungsmittel gelten.

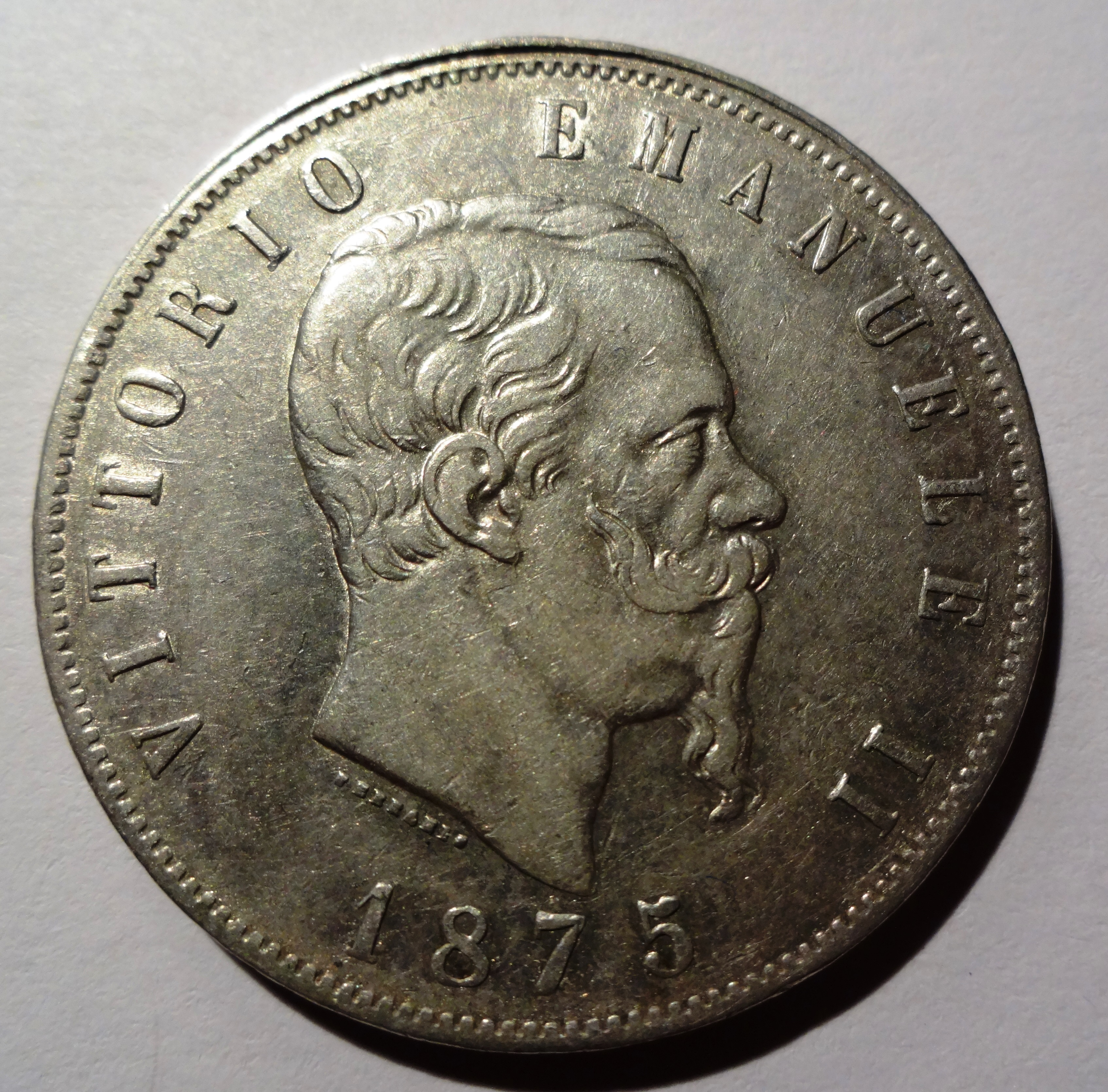
Viktor Emanuel II. auf 5-Lire-Münze, Jahr 1875

### Kirchenstaat
Im Jahre 1835 hatte sich der Kirchenstaat dem französischen Währungssystem angenähert. Papst Gregor XVI. (1831–1846) erließ ein Münzgesetz, mit dem ein Scudo 5,38 Lire französischen Fußes gleichgestellt und in 100 Bajocci zu je 5 Quattrini unterteilt wurde. Im Jahr 1866 übernimmt dann der Kirchenstaat dann auch die italienische Lira das Dezimalsystem. Eine Lira nach französischem Fuß gilt nun 20 Soldi oder 100 Centisimi.

### Lateinische Münzunion
Im Dezember 1865 wird die Lateinische Münzunion, zunächst bestehend aus den Vertragsstaaten Frankreich, Belgien, Italien und der Schweiz, gegründet. Sie vereinbart feste Feingewichte für ihre Gold- und Silbermünzen und die ihre gegenseitige Anerkennung.
Bereits 1866 gerät die Lateinische Münzunion in ihre erste Krise, als Italien wegen seines kostspieligen Kriegs mit Österreich einen Zwangskurs für sein Papiergeld einführen muss. Das italienische Silbergeld und sogar die kleinen Kupfermünzen fließen in die anderen Staaten der Lateinischen Münzunion ab. Die Schweiz zieht schließlich die italienischen Silbermünzen ein und verkauft sie 1893 nach Italien zurück. Nachdem der Versuch Italiens zu einer normalen Metallwährung zurückzukehren scheitert, werden die Münzen eingeschmolzen und neu ausgeprägt. Die Papiergeldwirtschaft Italiens dauert bis in den Ersten Weltkrieg an. Zudem wurde ab 1894 das 20 Centesimistück nicht mehr in Silber, sondern in einer Kupfer-Nickel-Legierung geprägt.

## 20. Jahrhundert
Die italienischen Münzverhältnisse zum Ende des 19. Jahrhunderts setzen sich zum Beginn des 20. Jahrhunderts weitgehend fort. Der 1 Centesimo und die 2-, 5- und 10 Centesimi werden in Kupferbronze, 20-Centesimi in Nickel geprägt. In Silber werden 1-, 2- und 5-Lire hergestellt. Goldmünzen gibt es im Wert von 10-, 20-, 50- und 100 Lire.
Die Materialknappheit, die durch den Ersten Weltkriegs verursacht wurde und bis in die Nachkriegszeit wirkte, veranlassten auch Italien, das 1914 gegen seine Bündnisverpflichtungen zunächst neutral geblieben und dann im Jahr 1915 auf Seiten Entente in den Krieg eingetreten war, nach Ersatzmetallen für die traditionellen Münzmetalle zu suchen. Ab 1919 wurden das 50 Centesimistück und ab 1922 auch die 1 Lira und die 2 Liremünzen in Nickel geprägt, während 5-, 10- und 20 Liremünzen zwar weiter in Silber geprägt wurden, aber kaum in den Umlauf gelangten.
Im Zweiten Weltkrieg stellte Italien seine Münzprägung bereits 1939 um. Die Kriegsausgaben wurden aus den folgenden Metallen geprägt: Die 5- und 10 Centesimi in einer Aluminium-Bronzelegierung, die Werte 20 und 50 Centesimi und 1 Lira und 2 Lire in Stahl.
Im Jahr 1946 wurde die Republik ausgerufen. Auch die Nachkriegsausgaben kehrten nicht zu den traditionellen Münzmetallen Kupfer bzw. Bronze für die kleineren Münzen zurück. Münzen mit Werten unterhalb von 1 Lira wurden gar nicht mehr ausgeprägt. Die Münzen im Wert von 1 Lira bis 10 Lire wurden aus Aluminium hergestellt, 20 Lire in einer Aluminium-Bronzelegierung, 50- und 100 Liremünzen in Stahl und nur noch 500-Liremünzen bestanden aus Silber.
Zur italienischen Münzgeschichte des 20. Jahrhunderts gehört auch die Prägung des Tallero für Eritrea im Wert von 5 Lire. Für Somaliland wird eine italienische Rupie mit einem Wert von 8 italienischen Lire in Umlauf gesetzt. 1925 wird dann die italienische Lira zur offiziellen Währung der Kolonie wird.
Ende des 20. Jahrhunderts gehört Italien dann zu den ersten Ländern, die den Euro einführen, der im Jahr 2002 auch als Münzgeld die Lira ersetzt.